# Geschichte Mannheims

Mannheim um 1860

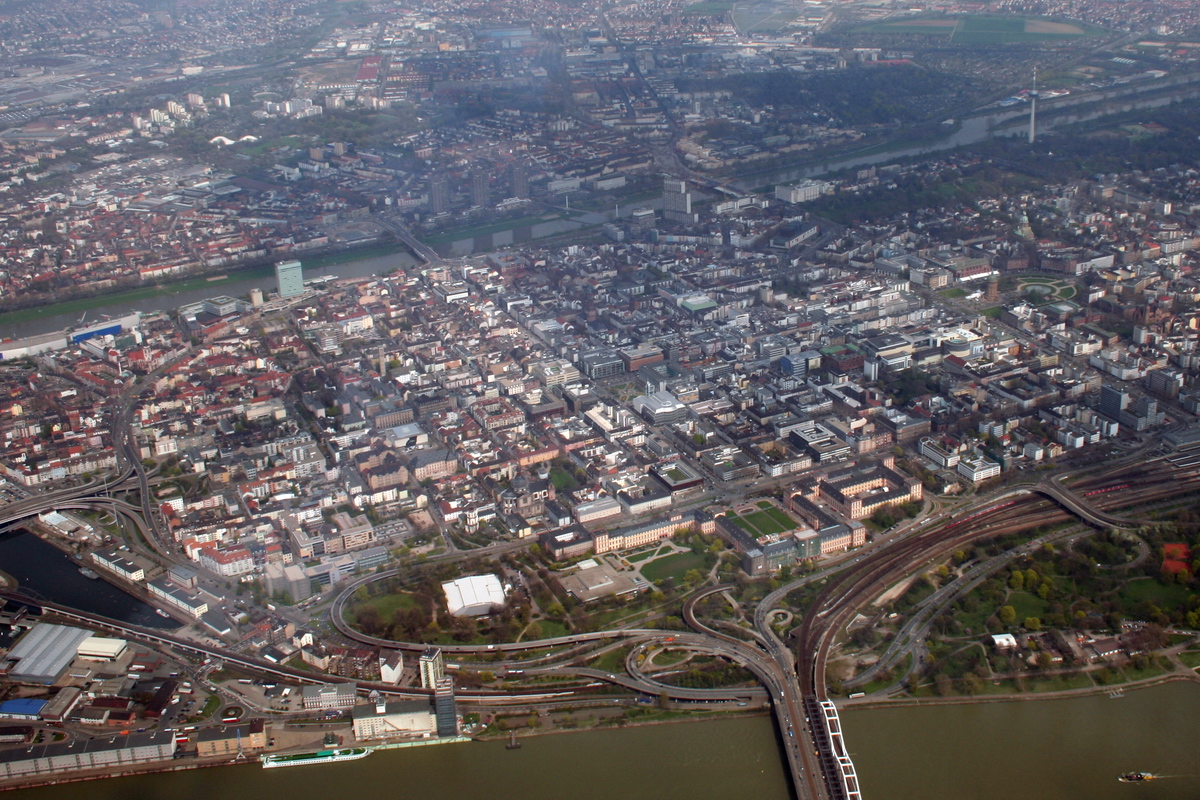
Mannheimer Innenstadt 2006

Als ehemalige Residenzstadt der historischen Kurpfalz bildet Mannheim bis heute das wirtschaftliche und kulturelle Zentrum der Metropolregion Rhein-Neckar. Die über 400-jährige Geschichte Mannheims ist äußerst wechselhaft und die Stadt erlebte über die Jahrhunderte hinweg mehrere „goldene Zeitalter“ aber auch tiefe Krisen und Zerstörungen. Mannheim entwickelte sich im 17. und 18. Jahrhundert von einer Festungs- zu einer Residenzstadt und im 19. Jahrhundert von einer Handels- zu einer Industriestadt hin zu einer heute modernen Metropole im Rhein-Neckar-Dreieck.

## Die Anfänge
In der Spätantike befand sich auf dem Gebiet des heutigen Mannheims ein römisches Kastell. Der Neckar mündete zu dieser Zeit bei Neckarau in den Rhein. Der Burgus des römischen Kastells Alta Ripa (Altrip) befand sich auf der Gemarkung des heutigen Neckaraus. Die Befestigungsanlage wurde 369 n. Chr. errichtet, um die römische Herrschaft in diesem Gebiet zu sichern. Es handelte sich dabei um eine das linke und rechte Rheinufer sowie die Neckarmündung schützende Doppelfestung, deren Bau vom römischen Kaiser Valentinian I. persönlich kontrolliert wurde. Die Fundamente des rechtsrheinischen Kastells versanken zu Beginn des 17. Jahrhunderts im Rhein, als sich der Flusslauf veränderte. Die Fundamente des Burgus wurden in den 1930er Jahren von Hermann Gropengießer entdeckt und ausgegraben. Die Besiedlung Mannheims in frühgeschichtlicher Zeit ist ebenfalls durch einen 1929 im Stadtteil Seckenheim ausgegrabenen römischen Ziegelofen belegt, der von 74 n. Chr. bis ins frühe 2. Jahrhundert betrieben wurde. Der heutige Mannheimer Stadtteil Neckerau wurde erstmals 871 n. Chr. als Naucrauia urkundlich erwähnt.
Das Dorf Mannenheim, Heimstatt des Manno, wurde wahrscheinlich im 6./7. Jahrhundert gegründet und am 11. März 766 n. Chr. im Zusammenhang mit einer Schenkung erstmals im Lorscher Codex urkundlich erwähnt.  „Manno“ ist vermutlich die Kurzform von Hartmann oder Hermann. Ortsbezeichnungen, die auf -heim bzw. das germanische haima (= Wohnsitz) enden, waren im 6. Jahrhundert häufig zu finden.
Im Früh- und Hochmittelalter war die Herrschaft über das Dorf Mannenheim zwischen dem Hochstift Worms und dem Kloster Lorch aufgeteilt.
Im Jahr 766 n. Chr. lebten im Dorf Mannenheim etwa 150 bis 200 Menschen. Das Dorf befand sich auf einer höher gelegenen und somit vor Hochwasser geschützten Sanddüne, auf der später die Friedrichsburg und noch später das Mannheimer Schloss errichtet wurden. Die Annahme, Mannenheim sei lange Jahre ein kleines unbedeutendes Fischerdorf gewesen, ist mittlerweile widerlegt. Durch zahlreiche Schenkungen innerhalb kurzer Zeit erhielt das Kloster Lorsch 160,5 Tagewerke Acker, was der Fläche und dem Heuertrag eines mittelgroßen Königshofs entspricht. 1284 fiel das Dorf Mannheim an den Pfalzgrafen bei Rhein aus dem Hause Wittelsbach.

771 n. Chr. wurde das Dorf Hermsheim (Herimundesheim), welches sich wahrscheinlich im Gewann Bösfeld östlich des heutigen Neuhermsheim befand, erstmals im Lorscher Codex erwähnt. Archäologische Funde deuten jedoch darauf hin, dass Hermsheim bereits im 4./5. Jahrhundert existierte. 1212 schenkte Kaiser Friedrich II. Neckarau dem Bischof von Worms.

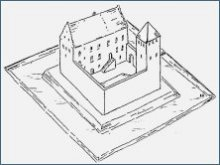
Burg Eichelsheim, Mannheim, um 1350

1247 fand die Zollstätte Rheinhausen erstmals schriftliche Erwähnung. Die Burg lag am damaligen Zusammenfluss von Rhein und Neckar, wurde jedoch unbrauchbar als sich im 13. Jahrhundert die Flussläufe von Rhein und Neckar änderten.
1270 zerstörten Truppen des Mainzer Erzbischofs die beiden in Mannheim gelegenen Zollburgen Rheinhausen und Eichelsheim, von denen Letztere nach dem Wiederaufbau zur Hauptzollstätte der Region wurde.

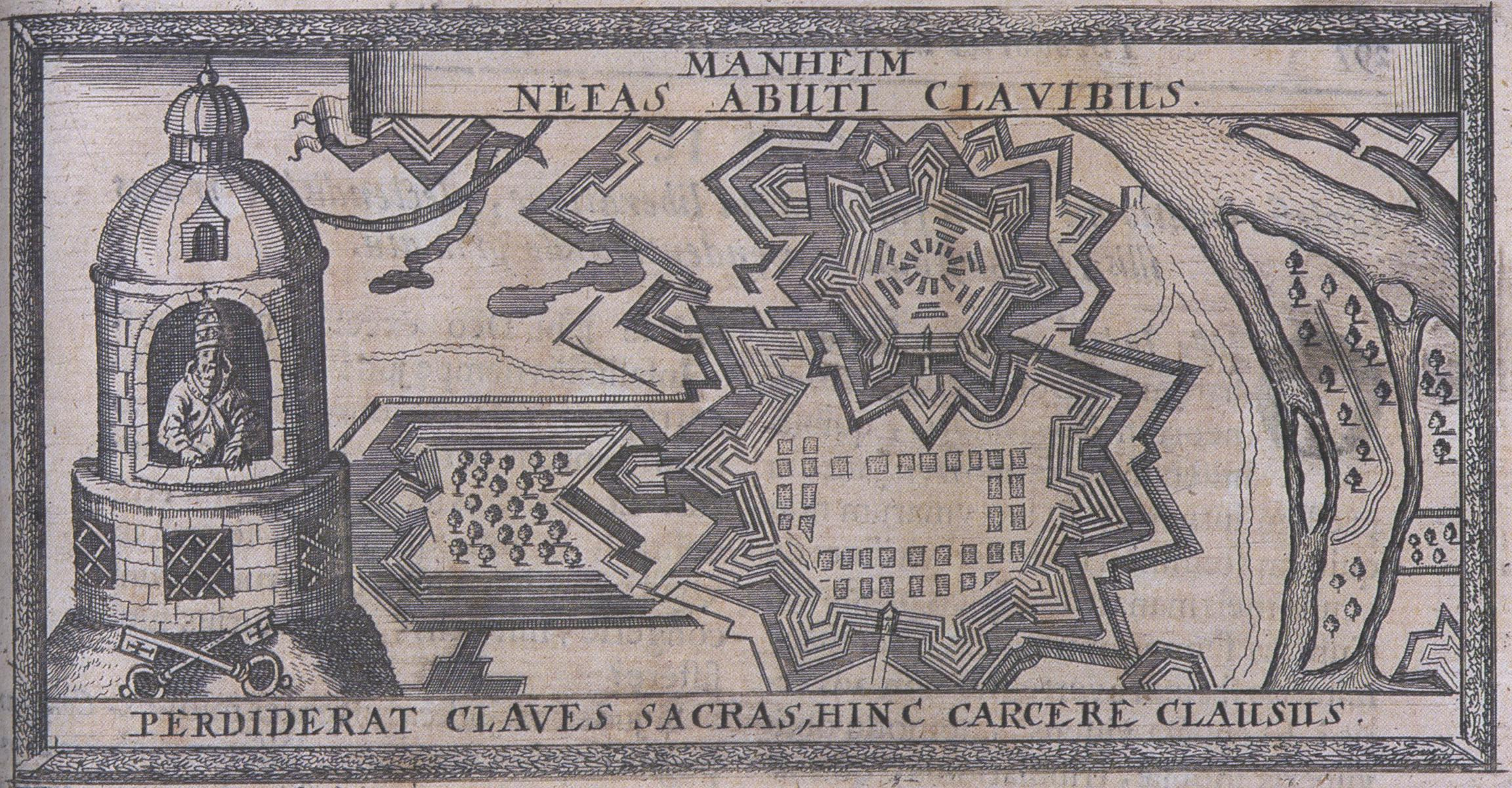
Johannes XXIII.(Gegenpapst) in der Haft zu Mannheim, Stich, 1697

1294–1365 veränderte der Neckar seinen Lauf und mündet seitdem nördlich von Mannheim in den Rhein.
Die Zollburg Eichelsheim am Rhein auf Höhe des heutigen Stadtteils Lindenhof gelegen verlangte den Rheinschiffern einen Obolus ab und erlangte regionale Bedeutung. Ende des 15. Jahrhunderts war sie rheinauf und rheinab als „Veste Mannheim“ oder „Schloß mannheym“ bekannt. Zwischen 1353 und 1390 wurde hier der „Mannheimer Pfennig“ geprägt.
1415 wurde in der Zollburg Eichelsheim der zuvor auf dem Konzil von Konstanz abgesetzte Papst Johannes XXIII. gefangen gehalten. Nach einem gescheiterten Fluchtversuch war der abgesetzte Papst von Kaiser Sigismund dem Pfalzgrafen bei Rhein übergeben worden. Johannes XXIII wurde zunächst in Heidelberg gefangen gehalten und im Juni 1416 nach Mannheim gebracht, wo er bis Anfang 1419 in Haft verblieb.
Durch den Sieg in der Schlacht bei Seckenheim 1462 über das feindliche Heer seiner verbündeten Gegner, des Grafen von Württemberg, des Markgrafen von Baden und des Bischofs von Metz, begründete Kurfürst Friedrich von der Pfalz „der Siegreiche“ die pfälzische Vormachtstellung am mittleren Oberrhein. Der Name des 1682 gegründeten Dorfs Friedrichsfeld verdankt der Schlacht bzw. dem Sieger ihren Namen.
1496 kam der heutige Mannheimer Stadtteil Neckarau als Dorf zum Oberamt Heidelberg. 1577 waren dort 101 Haushalte verzeichnet. 1566 zählte auch Mannheim mit 130 steuerzahlenden Haushaltsvorständen (etwa 700 Einwohner) zu den größten Dörfern des Oberamts Heidelberg.

## Entstehung einer Stadt

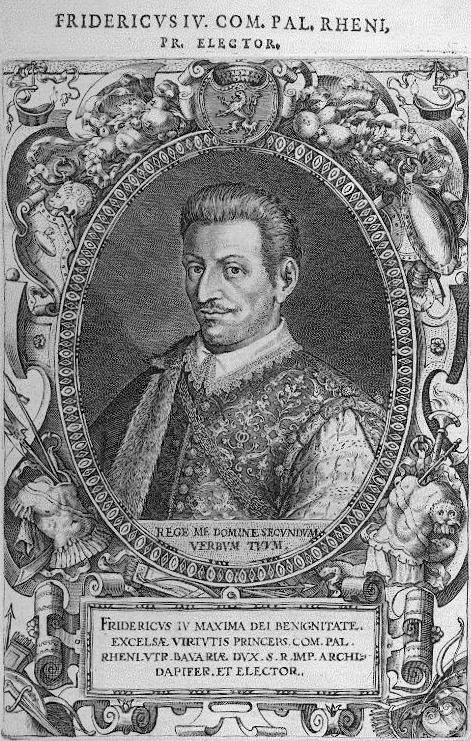
Friedrich IV. von der Pfalz

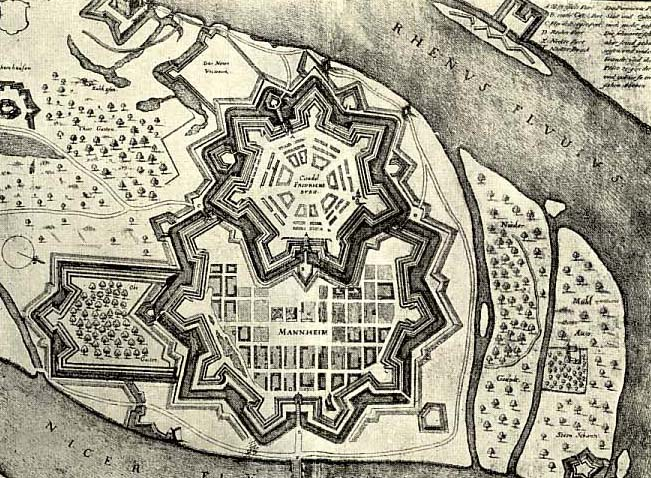
Rheinschanze und Zitadelle Mannheim im Jahr 1620

Anfang des 17. Jahrhunderts plante Kurfürst Friedrich IV. von der Pfalz eine Festung an der Stelle zu errichten, an der sich das Dorf Mannheim befand. Der Widerstand der Dorfbevölkerung brachte ihn dazu, zusätzlich zur Festung Friedrichsburg eine Stadt zu gründen. 1606 wurde der Grundstein zum Bau der Zitadelle Friedrichsburg gelegt. Die Festung befand sich im Bereich des heutigen Mannheimer Schlosses und im südlichen Bereichs der Innenstadt bis hin zu den Mannheimer Planken. Am 24. Januar 1607 wurden Stadtprivilegien erlassen, die in Deutsch, Französisch, Niederländisch und Latein verfasst wurden, denn Friedrich IV. beabsichtigte, gut ausgebildete und wohlhabende protestantische Glaubensbrüder aus ganz Europa nach Mannheim zu locken. Die Stadtprivilegien, die kurfürstlichen „Freyheiten und Begnadigungen“, versprachen den Neu-Mannheimern die Befreiung vom Frondienst, kostenlose Bauplätze und die Nutzung von Steinbrüchen sowie weitgehende Steuerfreiheit und regelmäßige Marktschiffe. Die Schifffahrt spielte bereits in den ersten und zweiten Stadtprivilegien eine große Rolle. Von großer Bedeutung für Mannheim waren dabei die Marktschifffahrt, die Flößerei und die Steinschifffahrt.
Der holländischen Festungsarchitekt Bartel Janson konnte als Reichsbaumeister gewonnen werden und wurde mit dem Bau der Stadt beauftragt. Eine moderne Doppelsternanlage bestehend aus Festung und Stadt entstand. Das Innere der Doppelsternanlage wurde der „Mode“ der Zeit entsprechend geometrisch geplant und gebaut. Bartel Janson orientierte sich bei der Planung der Stadt an der Renaissance-Idealstadt des italienischen Architekten Pietro Cataneo. Die siebenzackige Festung Friedrichsburg mit ihrem radialen Grundriss für die Kasernen befand sich rheinseitig, die mit acht Bastionen befestigte Stadt schloss sich Richtung Neckar an. Die Planung eines gitterförmigen Straßennetzes für die mit der Festung verbundene Bürgerstadt Mannheim ist bis heute erhalten geblieben. Die ungefähr gleich großen Baublöcke werden Quadrate genannt, worauf die heutige Bezeichnung Quadratestadt zurückzuführen ist.
Die Dorfbevölkerung des ehemaligen Dorfes Mannheim stellte sowohl in der neuen Stadt als auch im Rat der Stadt die Mehrheit. Trotz des Werbens des Kurfürsten um protestantische Glaubensbrüder aus ganz Europa kamen nur wenige protestantische Geflüchtete aus den spanischen Niederlanden nach Mannheim.
Während des Dreißigjährigen Krieges (1618–1648) wurde Mannheim von den Truppen der katholischen Liga unter deren Heerführer Tilly zerstört und die Bevölkerung vertrieben. Bis zum Ende des Krieges wurde die Stadt mehrfach besetzt und verwüstet.

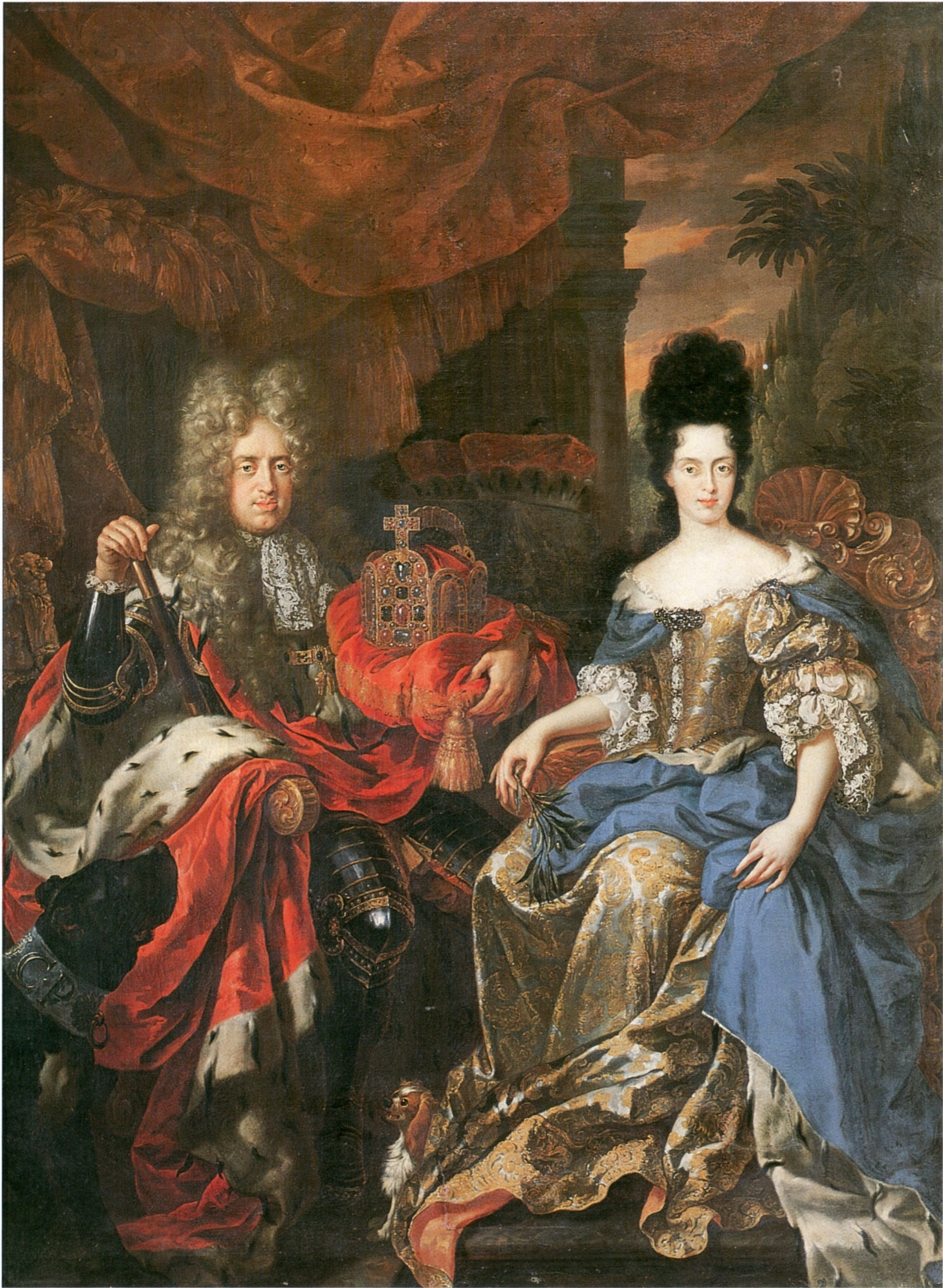
Doppelbildnis des Kurfürsten Johann Wilhelm von der Pfalz und seiner Gemahlin Anna Maria Luisa de’ Medici

Mit dem Westfälischen Frieden endete 1648 der Dreißigjährige Krieg. Der 1649 aus dem niederländischen Exil zurückgekehrte Kurfürst Karl Ludwig von der Pfalz 1652 verlieh dem zerstörten Mannheim neue Stadtprivilegien, um den Wiederaufbau der Stadt zu begünstigen. Die umfangreichen Stadtprivilegien zählten zu den modernsten deutschen Stadtverfassungen des 17. Jahrhunderts und kamen einer Stadtneugründung gleich. Karl Ludwig gestattete Menschen aller Religionen nach Mannheim zu kommen, was in der damaligen von religiösen Konflikten geprägten Zeit äußerst ungewöhnlich war. Die Geschichtsschreibung bezeichnete dies später als Mannheimer Experiment.
Die Einwohnerschaft von Mannheim war reformiert oder lutherisch protestantisch, katholisch, mennonitisch und waldensisch. Leitreligion war allerdings die reformierte Konfession. Der Kurfürst gestattete ab 1660 auch Juden, sich in der Stadt anzusiedeln und erlaubte ihnen den Bau einer Synagoge und Mikwe.
Karl Ludwig erklärte Mannheim zu einer „zunftfreien“ Stadt, Handwerker und Händler mussten somit keiner Zunft angehören, um ihren jeweiligen Beruf ausüben zu können. Die Neubürger in Mannheim erhielten günstiges Baumaterial und kostenlose Bauplätze, die sie innerhalb von zwei Jahren bebauen mussten. Dies gelang jedoch nicht jedem und die Grundstücke wurden an andere Neubürger weitergegeben.
Des Weiteren gab es wirtschaftliche Vergünstigungen, so konnten Neubürger in Mannheim einem Gewerbe oder Handwerk nachgehen und niemand musste bei der Aus- und Einfuhr seiner Waren Zoll entrichten. Auch von Steuern waren die Menschen 20 Jahre lang befreit.
Während Mannheim im Grundriss der Stadt von 1607 glich, wurde innerhalb der Festung Friedrichsburg die Form der Bebauung verändert, anstelle der bisherigen Kasernen entstand ein Schloss für die kurfürstliche Familie.
Die meisten Zuwanderer kamen aus Deutschland, Nordfrankreich und den spanischen Niederlanden. 1663 lebten schätzungsweise 3.000 Menschen in Mannheim, 1688 waren es bereits bis zu 7.000.

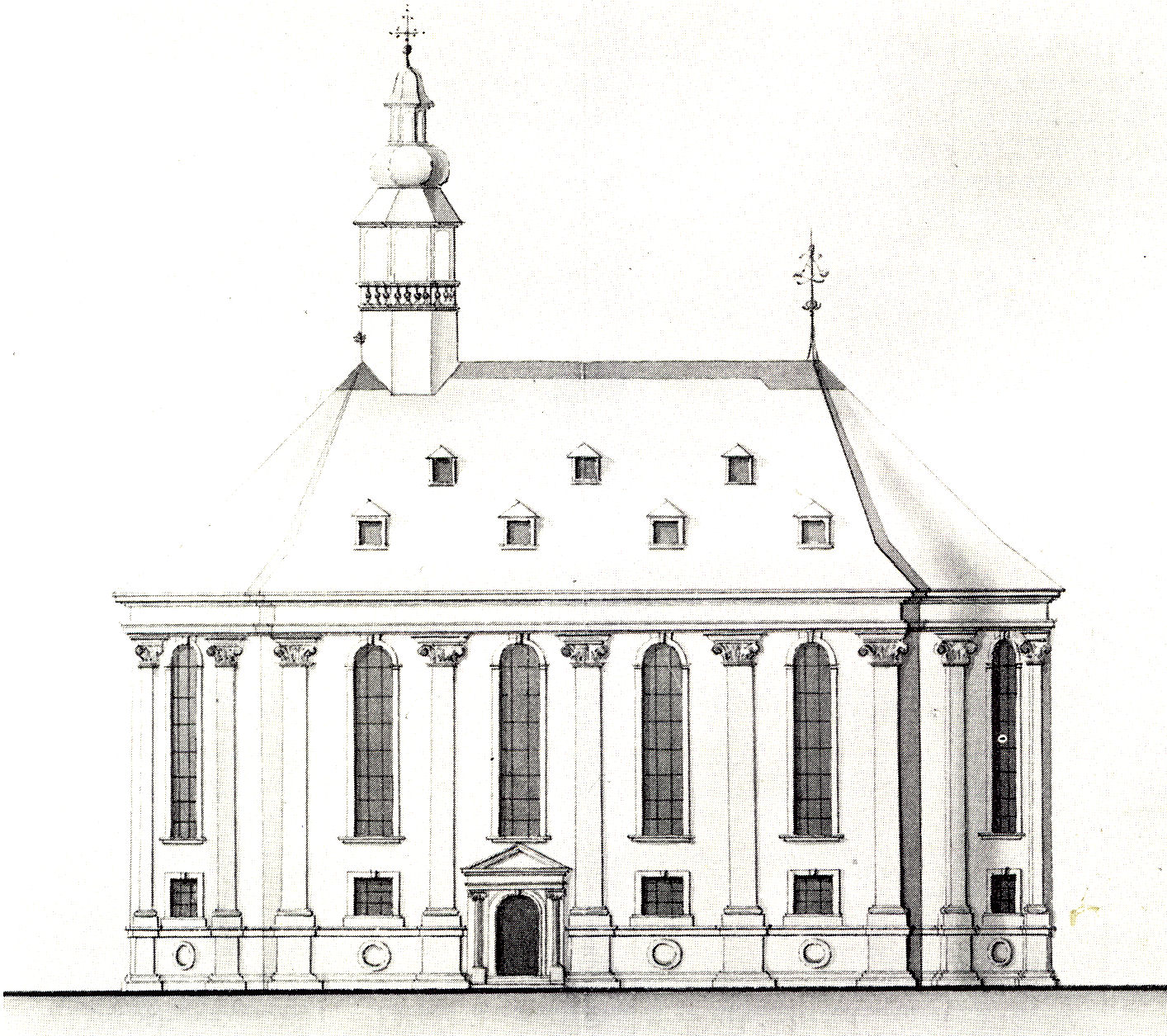
Konkordienkirche in der Friedrichsburg 1679

Kurfürst Karl Ludwig machte es sich zum Ziel, die christlichen Konfessionen miteinander zu versöhnen. Aus diesem Grund ließ er von 1677 bis 1680 in der Friedrichsburg die Concordienkirche, nach dem lateinischen Wort concordia (= Eintracht) bauen, die als Simultankirche allen Christen offenstand. Die Kirche wurde bereits neun Jahre später während des Pfälzischen Erbfolgekriegs 1689 zerstört. Die Konkordienkirche ist allerdings nicht zu verwechseln mit der heutigen Konkordienkirche in Mannheim, die sich im Quadrat R 2 befindet und erst seit 1821 diesen Namen trägt.

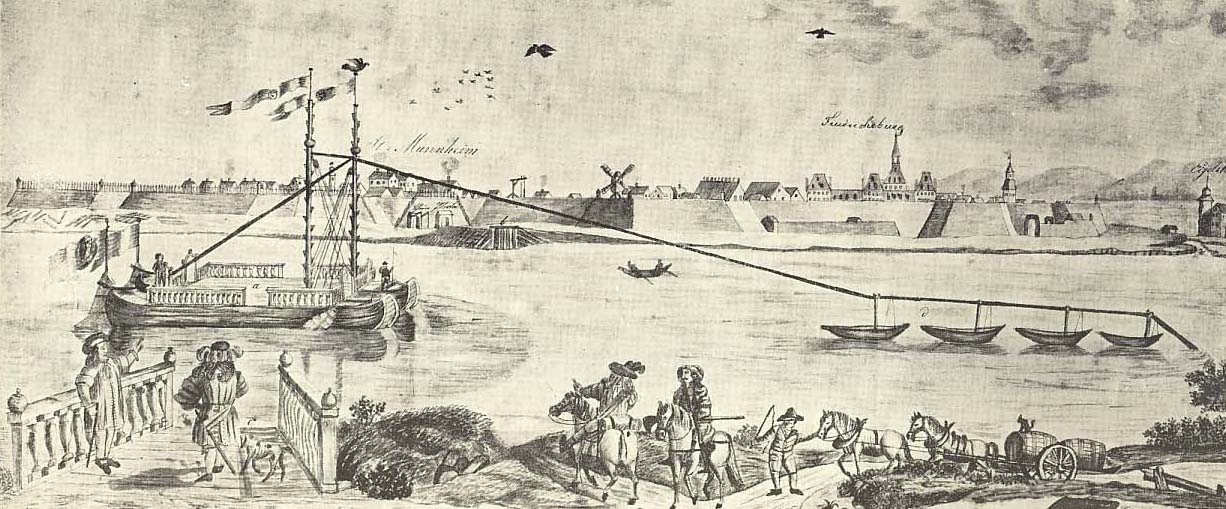
Rheinschanze Fliegende Brücke

Zur besseren Verbindung der beiden Rheinufer und zur Förderung von Handel und Verkehr wurde 1669 eine so genannte „fliegende Brücke“, eine an einem Seil befestigte Gierfähre, eingerichtet. Die Mannheimer Erfindung fand überregionale Beachtung. Ab 1674 gab es Schiffsbrücken über Rhein und Neckar, die jedoch infolge von Hochwasser und Eisgang regelmäßig erneuert werden mussten. Bis zur Mitte des 19. Jahrhunderts gab es keine festen Brückenbauwerke in Mannheim.
Im Mannheim des 17. Jahrhunderts spielte der Anbau von Tabak eine große Rolle, so wurden freie Fläche innerhalb der Stadt zum Anbau von Tabak genutzt. Der Tabakanbau und die Tabakverarbeitung gehörten zu den wichtigsten Erwerbszweigen der ärmeren Bevölkerung.
1666 brach in Mannheim die Pest aus und forderte viele Todesopfer. Im Jungbusch, außerhalb der Stadt, entstand ein Massengrab, in welchem die Opfer der Pest ohne Unterschiede der Konfession beigesetzt wurden. Bis weit in das 20. Jahrhundert hinein war der Ort in Mannheim als „Pestbuckel“ bekannt. Zahlreiche wohlhabende Bürger verließen aus Angst vor der Pest Mannheim und kehrten nicht wieder zurück, was ein wirtschaftlicher und sozialer Rückschritt für die Stadt bedeutete.
Im 17. Jahrhundert war die Qualität des Trinkwassers meist sehr schlecht, daher wurden Bier und Wein weit häufiger getrunken als Wasser. In Mannheim gab es daher viele Bierbrauer, die gleichzeitig auch Gastwirte waren. So begann auch die Geschichte der Brauerei Eichbaum in Mannheim. Der Wallone Jean de Chaine aus Richebourg erhielt am 3. Oktober 1679 vom Rat der Stadt Mannheim eine sogenannte Schildgerechtigkeit „zum Aichbaum“, die es ihm erlaubte,„einen Schildt zum Aichbaum außzuhenken, ahn seine Behaußung in der Mauritzgaßen“. Jean de Chaine gründete in Anlehnung an seinen Namen (chêne französisch Eiche) in der Mauritzgasse (heute: Quadrat Q 5) die Schankwirtschaft „Zum Aichbaum“. 1688 verließ er im Pfälzischen Erbfolgekrieg auf der Flucht vor der heranrückenden französischen Armee Mannheim, der Name seiner Brauerei und Gastwirtschaft blieb jedoch in der Stadt erhalten. 1680 gab es fast 100 Wirtshäuser und 25 Brauereien in Mannheim.
Im Pfälzischen Erbfolgekrieg 1689 zerstörten französischen Truppen Mannheim erneut. Am 6. März 1689 wurden zunächst die Bewohner Mannheims vertrieben, ihre Häuser bis zum 25. März niedergebrannt, die Brunnen der Stadt zugeschüttet, die Grundstücke planiert und schließlich die Festungsmauern gesprengt. 1692 errichteten zurückgekehrte Bürger auf dem rechten Neckarufer die Siedlung Neu-Mannheim, die 1697 durch einen Brand größtenteils vernichtet wurde.

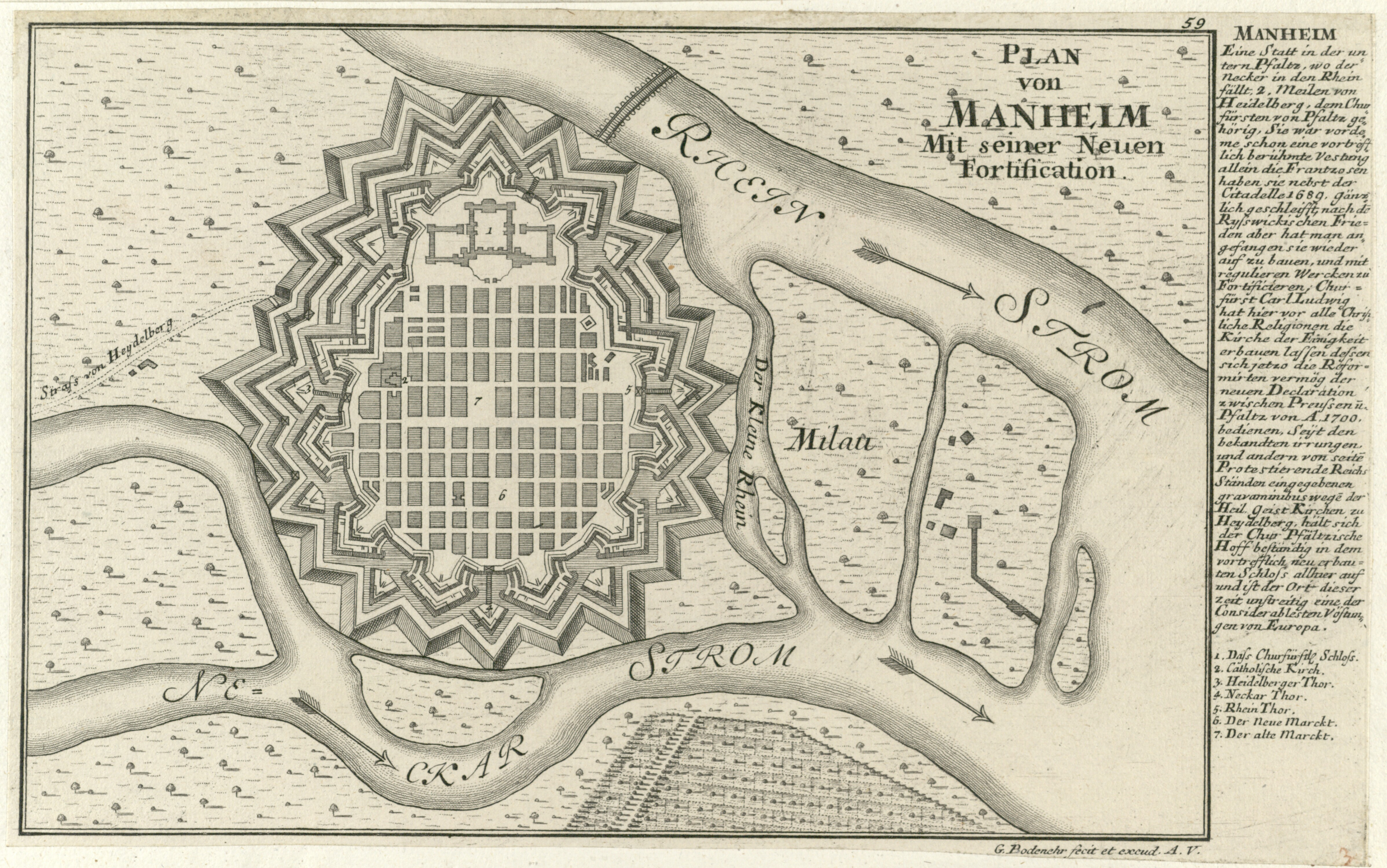
Mannheim 1715

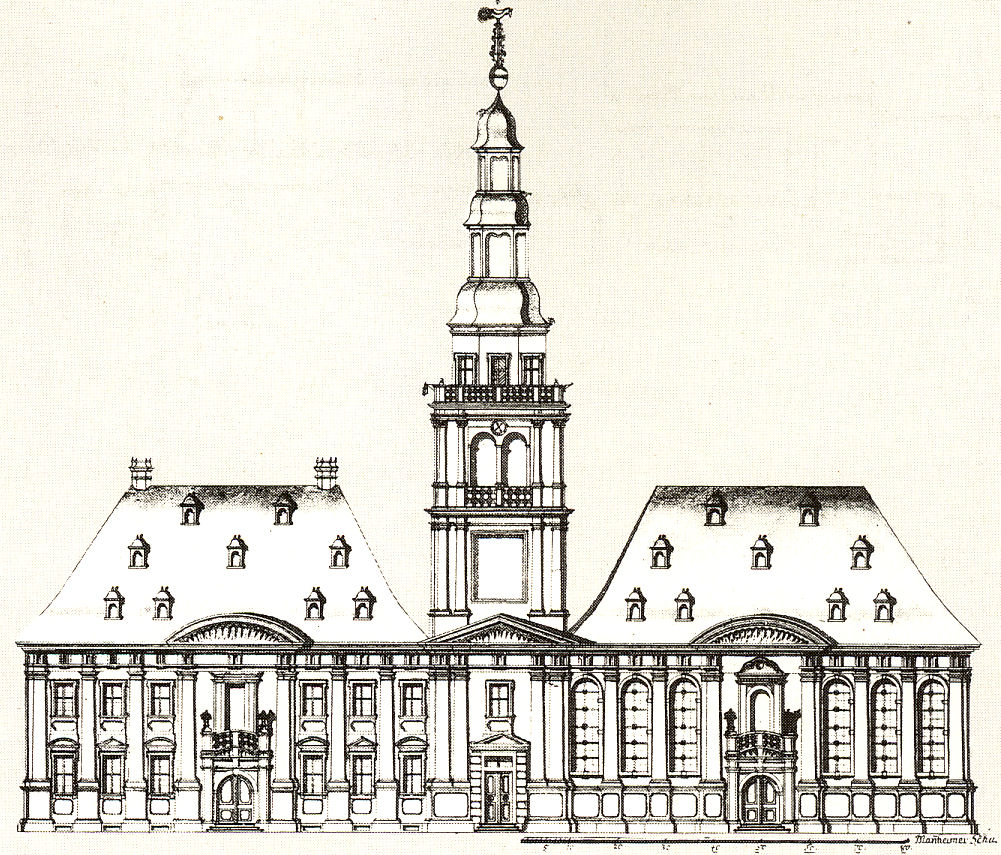
Rathaus und Sebastiankirche Mannheim 1764

1689 wurde auch das Dorf Neckarau während des Pfälzischen Erbfolgekrieges zerstört. Erst mit dem Friedensvertrag von Rijswijk 1697, der den Pfälzischen Erbfolgekrieg beendete, konnte mit der Neugründung der Stadt begonnen werden. Kurfürst Johann Wilhelm, der in Düsseldorf residierte, forderte 1698 zum Wiederaufbau der Stadt auf. Um die geflohenen Bürger zur Rückkehr zu bewegen und neue Zuwanderer anzuziehen, erließ der Kurfürst 1698 erweiterte Stadtprivilegien.
Mannheim sollte ursprünglich wie bereits vor 1689 als Doppelsternanlage, bestehend aus Stadt und angrenzender Festung Friedrichsburg, wieder aufgebaut werden. Johann Wilhelm verzichtete jedoch 1709 auf die Wiedererrichtung der Militärbastion. Anstelle einer Doppelsternanlage gab es nun nur noch eine einzige Festungsring. Die gewonnene freie Fläche nutzte Kurfürst Karl Philipp 1720, um ein Residenzschloss zu errichten.
In kurzer Zeit wurden zahlreiche neue Gebäude in der Stadt errichtet. Am Marktplatz im Quadrat G 1 entstand ein barocker Doppelbau, bestehend aus Verwaltungsgebäude, Pfarrkirche und einem dazwischen platzierten Glockenturm als Beispiel für die Mannheimer Symmetrie. Die Errichtung des neuen Rathauses und der Pfarrkirche St.-Sebastian-Kirche anstatt städtischer Festräume in Form eines Doppelbaus steht sinnbildlich für den Wechsel von der evangelischen zur katholischen Konfession in der Kurpfalz unter Kurfürst Johann Wilhelm in den Jahren nach 1700.
1705 erließ Kurfürst Johann Wilhelm eine Religionsdeklaration für die Kurpfalz, die formal die Gleichberechtigung der christlichen Konfessionen festschrieb.
1706 wurde von Johann Wilhelm eine neue Judenkonzession erlassen, welche die Duldung von 84 jüdische Familien in Mannheim vorsah.

## Residenzstadt der Kurpfalz

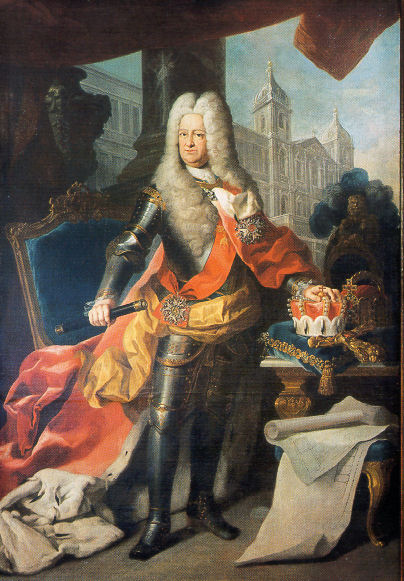
Karl III. Philipp von der Pfalz im Harnisch, J. Ph. van der Schlichten, um 1733, Reiss-Engelhorn-Museen, Mannheim.

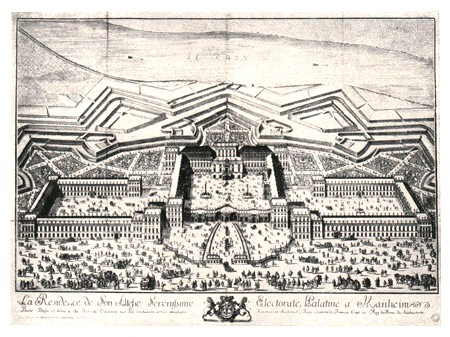
Das Mannheimer Schloss um 1725 Kupferstich nach der Zeichnung des Architekten de Froimon.

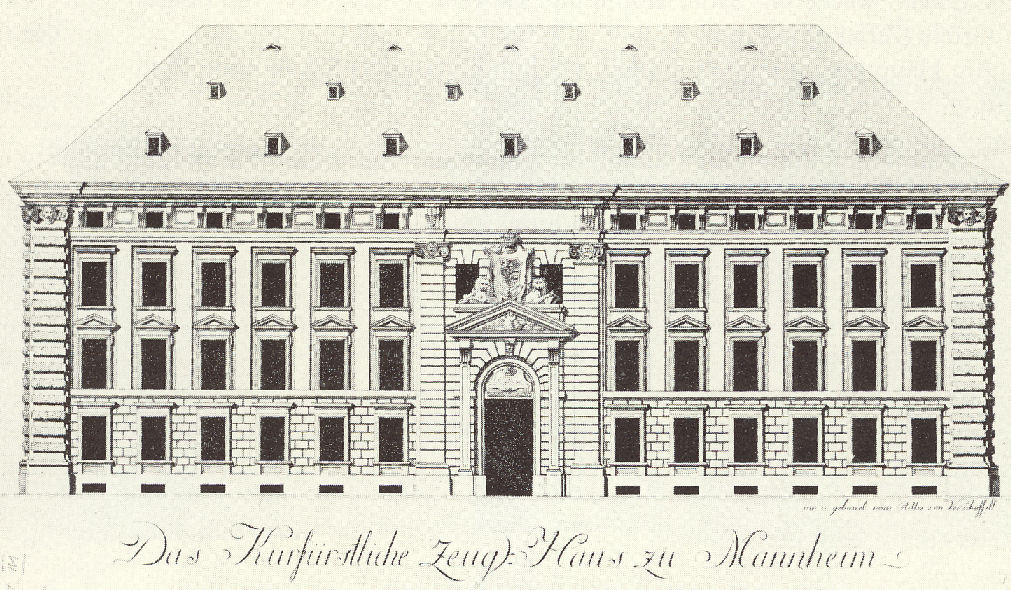
Zeughaus Mannheim

1716 wurde Karl III. Philipp Nachfolger seines verstorbenen Bruders Johann Wilhelm als Kurfürst von der Pfalz. Als Kurfürst residierte Karl Philipp nach seinem Regierungsantritt zunächst in seinen Stammlanden in Neuburg an der Donau, bevor er 1718 seine Residenz nach Heidelberg verlegte. In Heidelberg geriet er schon bald mit dem Reformierten Kirchenrat in Konflikt, der sowohl in der Stadt Heidelberg als auch in der Pfalz eine wichtige Rolle einnahm. Konkret ging es um die eigentlich gemeinsam zu nutzende Heiliggeistkirche in Heidelberg, die der Kurfürst exklusiv als katholische Hofkirche nutzen wollte und an der er trotz der Proteste der Reformierten bauliche Veränderungen vornahm. Der Streit eskalierte und wurde zum Thema auf Reichsebene, wo Kaiser und Reichstag Karl Philipp zwangen, gegenüber den Reformierten nachzugeben. Ein Nachdruck des Heidelberger Katechismus verärgerte den Kurfürsten zusätzlich. In Heidelberg war er zu ständiger Rücksichtnahme auf die überwiegend protestantische Bevölkerung gezwungen, während er die Residenz seines Bruders (und Vorgängers), das Düsseldorfer Schloss, verschmähte, weil die dortigen Landstände von ihm geforderte Gelder nicht bewilligt hatten.
Karl Philipp zog die Konsequenzen und verlegte 1720 die Hofhaltung und die Staatsverwaltung von Heidelberg nach Mannheim. Ein weiterer Grund für die Wahl Mannheims als neue Residenz der Kurpfalz schien auch in der Tatsache begründet zu sein, dass Heidelberg nach der Zerstörung 1693 den Ansprüchen eines absolutistischen Herrschers nicht mehr genügte und es in der Stadt an Baufläche fehlte, die jedoch in Mannheim vorhanden war, um ein Schloss nach dem Vorbild von Versailles errichten zu können.
Karl Philipp begann mit dem Bau des Mannheimer Schlosses, eines der europaweit größten Barockschlösser, das in endgültiger Gestalt erst 1760 unter seinem Nachfolger Karl Theodor vollendet werden sollte. Mannheim wurde Residenzstadt der Kurpfalz und es begann eine kurze, aber glanzvolle Zeit der noch jungen Stadt. Der kurpfälzische Hof förderte Kunst und Musik, Wissenschaft und Handel. Aus ganz Europa strömten Künstler nach Mannheim, um am Hof des Kurfürsten zu weilen. Das höfische Leben bestimmte Mannheim und der kurfürstliche Hof wurde zum größten Arbeitgeber in der Stadt. Viele Adelsfamilien folgten dem Kurfürsten nach Mannheim und nahmen wichtige Positionen in der Regierung und am Hofe ein. Viele von ihnen ließen sich in der Nähe des Schlosses repräsentative Häuser errichten.
1741 erschien mit dem „Mannheimer Frag - und Kundschaffts - Blat“ die erste Mannheimer Zeitung.

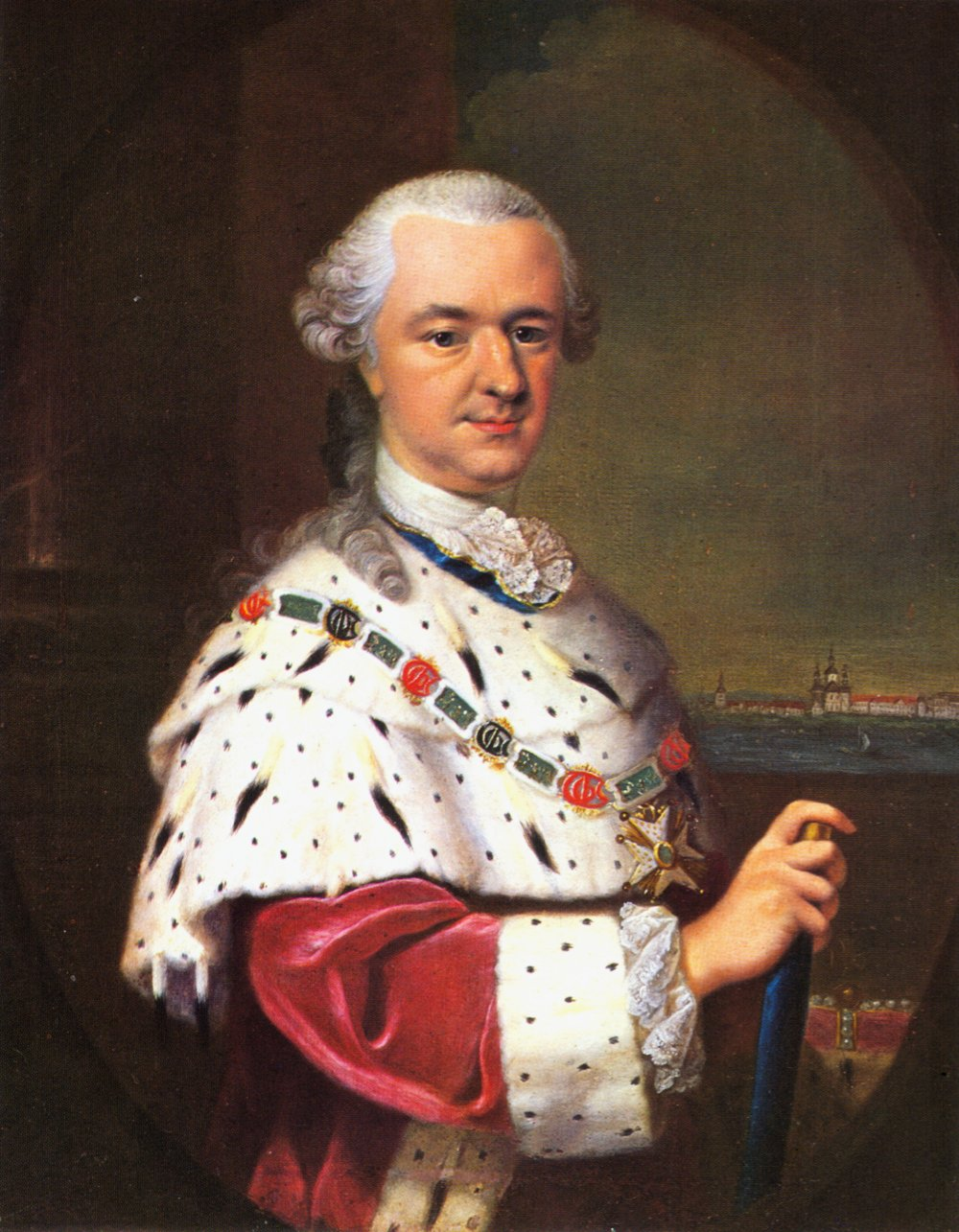
Kurfürst Karl Theodor von der Pfalz

1743 starb Karl Philipp, Nachfolger wurde Karl Theodor, der durch die Heirat mit der Enkelin Karl Philipps, Elisabeth Augusta, Mitglied des Kurhauses geworden war. Die Regierungsjahre Karl Theodors werden rückblickend häufig als „Goldenes Zeitalter“ bezeichnet. Die Stadt entwickelte sich zu einem ein kulturellen und wissenschaftlichen Zentrum und der Hofstaat galt als einer der prächtigsten des Reiches.

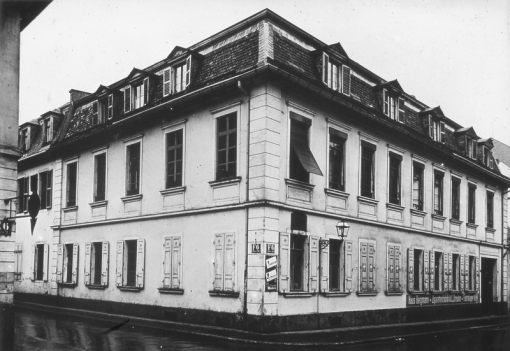
Ehemalige Zeichnungsakademie Mannheim, erbaut 1756 von Peter Anton von Verschaffelt im Quadrat F6 (1920)

1758 gründete der Hofbildhauer Peter Anton Verschaffelt eine private Zeichenakademie. Kurfürst Karl Theodor, begeistert von der Idee, Bildende Künstler auszubilden, übernahm die Zeichnungsakademie 1769 als staatliches Institut. 1767 wurde zusätzlich ein Antikensaal für die Ausbildung der Studenten eingerichtet und der Zeichenschule angegliedert. Die im Antikensaal auf hölzernen und drehbaren Podesten aufgestellten Skulpturen dienten den Schülern als Vorlage für Zeichnungen und zum Studium der menschlichen Anatomie.
Unter Kurfürst Karl Theodor entwickelte sich Mannheim zu einer Musikmetropole. Mit einem neu errichteten Opernhaus und dem für Konzerte geeigneten Rittersaal im Mannheimer Schloss standen dafür auch entsprechende Räumlichkeiten zur Verfügung. Die bereits unter Karl Theodors Vorgänger Karl Philipp ins Leben gerufene Hofkapelle wurde ausgebaut und als „Mannheimer Schule“ stilprägend. Die ursprüngliche Orchesterschule wurde neben jener in Wien und den Bachsöhnen zu einer der wichtigsten „Trendsetter“ im Übergang von der Musik des Spätbarock zur Wiener Klassik.
Zu den prägenden Köpfen der Mannheimer Schule gehörten der zum Konzertmeister ernannte Johann Stamitz, Christian Cannabich und der Komponist Ignaz Holzbauer, die in der Musik neue Wege gingen.
Dem Ruf der Mannheimer Schule folgte auch der junge Wolfgang Amadeus Mozart, der 1777 in Mannheim weilte und sich erfolglos um eine Anstellung und musikalische Aufträge bemühte. In Mannheim verliebte er sich in Aloysia Weber, die ältere Schwester seiner späteren Frau Constanze Weber. Christian Cannabich, der Leiter des inzwischen berühmt gewordenen Mannheimer Orchesters, nahm Mozart freundschaftlich auf. Die Mannheimer Bemühungen zur Schaffung einer deutschen Oper erwiesen sich für Mozart als äußerst fruchtbar.
In dieser Zeit entstanden in Mannheim zahlreiche bekannte Bauwerke wie das nach Plänen von Alessandro Galli da Bibiena 1747 vollendet Kaufhaus im Quadrat N 1 am Paradeplatz. 1730 begann der Bau des Jesuitenkollegs, 1733 der Bau der 1760 vollendeten Jesuitenkirche im Quadrat A 4. Die Jesuitenkirche prägte mit ihrer prunkvollen Ostfassade und der hohen Vierungskuppel die Silhouette der damaligen Stadt und avancierte zur eigentlichen Hofkirche.
1777 wurde nach Plänen des Hofarchitekten und Bildhauers Peter Anton von Verschaffelt das Zeughaus für das pfälzische Heer gebaut, welches später auch als Kaserne und Gewerbehalle genutzt wurde. Von 1782 bis 1788 entstand nach Plänen von Verschaffelt auch das Palais Bretzenheim im Quadrat A2 gegenüber dem Mannheimer Schloss. Karl Theodor brachte dort seine Maitresse, die zur Gräfin von Heydeck erhobene Tänzerin Josepha Seyffert, sowie die vier gemeinsamen Kinder unter.

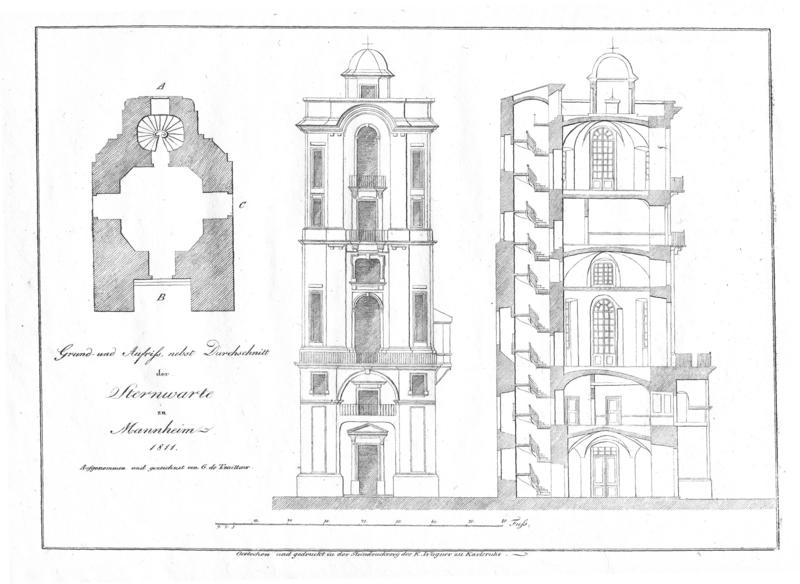
Der Mannheimer Sternwartenturm

1763 stiftete Kurfürst Karl Theodor auf Anregung des Gelehrten Johann Daniel Schöpflin die kurpfälzische Akademie der Wissenschaften als Forschungsinstitution mit einer historischen, einer naturwissenschaftlichen und einer meteorologischen Klasse. An die Akademie angegliedert waren wissenschaftliche Institute wie das Naturalienkabinett und das physikalische Kabinett im Mannheimer Schloss, die Sternwarte und der Botanische Garten.
Das Physikalisches Kabinett wurde 1760 im Westflügel des Mannheimer Schlosses eingerichtet. Eine Sammlung von physikalischen Apparaten entstand, mit denen einem interessierten Publikum die Gesetze der Physik anhand von Experimenten vorgeführt werden konnten. Versuche mit Bewegung, Luft, Licht und Elektrizität standen im Mittelpunkt der Forschungen. Der Leiter des Physikalischen Kabinetts Johann Jakob Hemmer gilt als Erfinder eines Blitzableiters, der als „Hemmerscher Fünfspitz“ bekannt wurde. Der Blitzableiter besteht aus einer eine senkrechten Stange und einem waagrechten Strahlenkreuz. Kurfürst Karl Theodor ordnete 1776 an, dass alle Schlösser und Pulvertürme des Landes mit Blitzableitern ausgerüstet werden sollten.

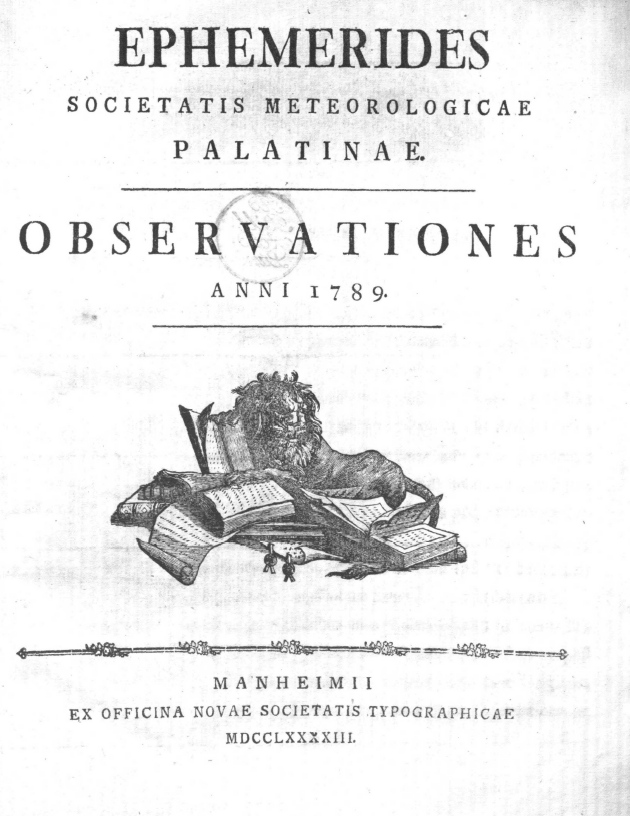
Titelblatt der Ephemerides Societatis Meteorologicae Palatinae 1789.

1780 gründete Kurfürst Karl Theodor die Kurpfälzische Meteorologische Gesellschaft als dritte Klasse der Akademie der Wissenschaften. Johann Jakob Hemmer baute als deren Sekretär ein weltweites Netz von 39 Wetterstationen auf, die von Deutschland über Italien und Frankreich bis nach Amerika und Grönland und den Ural reichten. Die weltweite Erhebung meteorologischer Daten erfolgte dabei zu festgelegten Tageszeiten um 7:00 Uhr, 14:00 Uhr und 21:00 Uhr (MOZ) und mit standardisierten Messinstrumenten. Als „Mannheimer Stunden“ sind diese Messzeiten bis heute überliefert. Der Kurfürst ließ die Mitglieder der Meteorologischen Gesellschaft und die weltweiten Beobachter an den verschiedenen wissenschaftlichen Instituten unentgeltlich mit einheitlichen Instrumenten ausstatten, die immer auf dem neuesten Stand waren. Veröffentlicht wurden die gesammelten Ergebnisse in lateinischer Sprache in den Ephemerides Societatis Meteorologicae. Die Arbeit der Meteorologischen Gesellschaft wurde nach der teilweisen Zerstörung Mannheims durch österreichische Truppen 1795 eingestellt.
1769 gründete Karl Theodor als künstlerisches Pendant die Mannheimer Zeichnungsakademie, 1775 die Kurpfälzische Deutsche Gesellschaft, die sich im 18. Jahrhundert der Pflege der deutschen Sprache und Literatur widmete. Die Gesellschaft machte es sich zur Aufgabe, die deutsche Sprache zu fördern und zu vereinheitlichen.
Der Jesuitenpater und Hofastronom Christian Mayer bezog 1774 die neuerbaute Mannheimer Sternwarte, die der kurpfälzischen Akademie der Wissenschaften angegliedert war. Christian Mayer beschäftigte sich intensiv mit dem Phänomen der Fixsterne und mit der Sternekatalogisierung. Die Sternwarte wurde ab 1820 Ausgangspunkt der Vermessung des Großherzogtums Baden.

Zahlreiche berühmte Zeitgenossen wie Johann Wolfgang von Goethe, Friedrich Schiller, Friedrich Gottlieb Klopstock, Gotthold Ephraim Lessing und Christoph Martin Wieland besuchten Mannheim in dieser Zeit. 1753 stattete auch der französische Philosoph Voltaire dem kurfürstlichen Hof in Mannheim und dem Schwetzinger Schloss einen Besuch ab. 1767 weilte zudem der venezianische Abenteurer und Schriftsteller Giacomo Casanova in Mannheim und Schwetzingen.

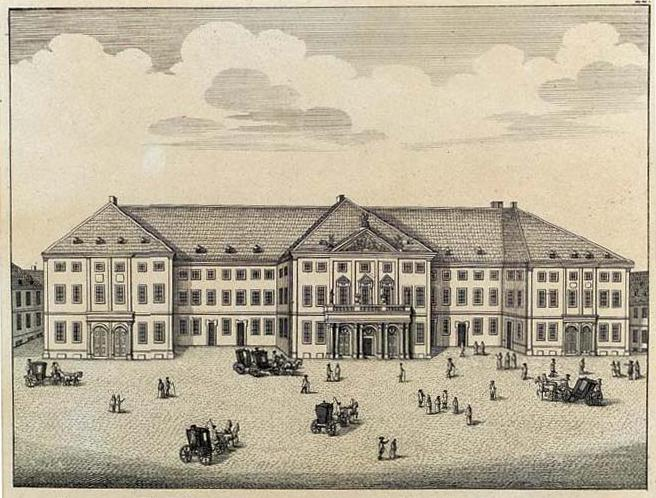
Das teutsche Komödienhaus (Kupferstich der Brüder Klauber, 1782) Nationaltheater Mannheim.

Am kurfürstlichen Hof in Mannheim und im kulturellen Leben der Stadt dominierte die französische Sprache, was jedoch ab den 1760er Jahren zunehmend kritisch gesehen wurde. Kurfürst Karl Theodor zeigte sich daher offen für die Idee eines „Nationaltheaters“ zur Aufführung deutschsprachiger Stücke. Ab 1766 erfolgte auf Anregung des Kurfürsten der Umbau des ehemaligen kurfürstlichen Zeug- und Schütthauses im Quadrat C5 zu einem Theater. Der Umbau in ein dreigeschossiges Theaterhaus wurde durch den Baumeister Lorenzo Quaglio durchgeführt. Im Frühjahr 1777 begann der Spielbetrieb an dieser ersten „deutschen Nationalschaubühne.“
In die Mannheimer Residenzzeit der Kurfürsten fällt auch erste freimaurerische Tätigkeiten in der Stadt, deren Wurzeln sich bis 1727 zurückverfolgen lassen. Die 1756 gegründete Freimaurerloge Carl zur Eintracht geht auf diese Zeit zurück und existiert bis zum heutigen Tag.
1775 lebten in der Stadt bereits über 25.000 Menschen und Mannheim zählte zu den größeren Städten in Deutschland.

## Verlust der politischen Stellung

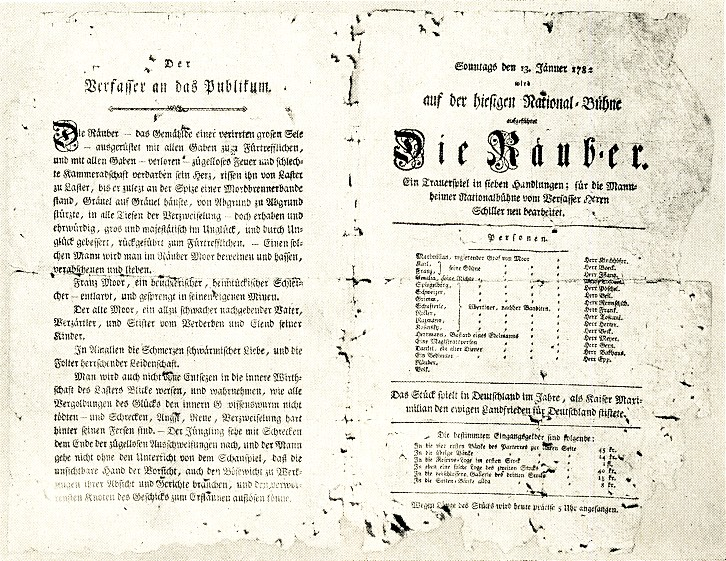
Theaterzettel zur Uraufführung der Räuber von Friedrich Schiller am 13. Januar 1782 in Mannheim.

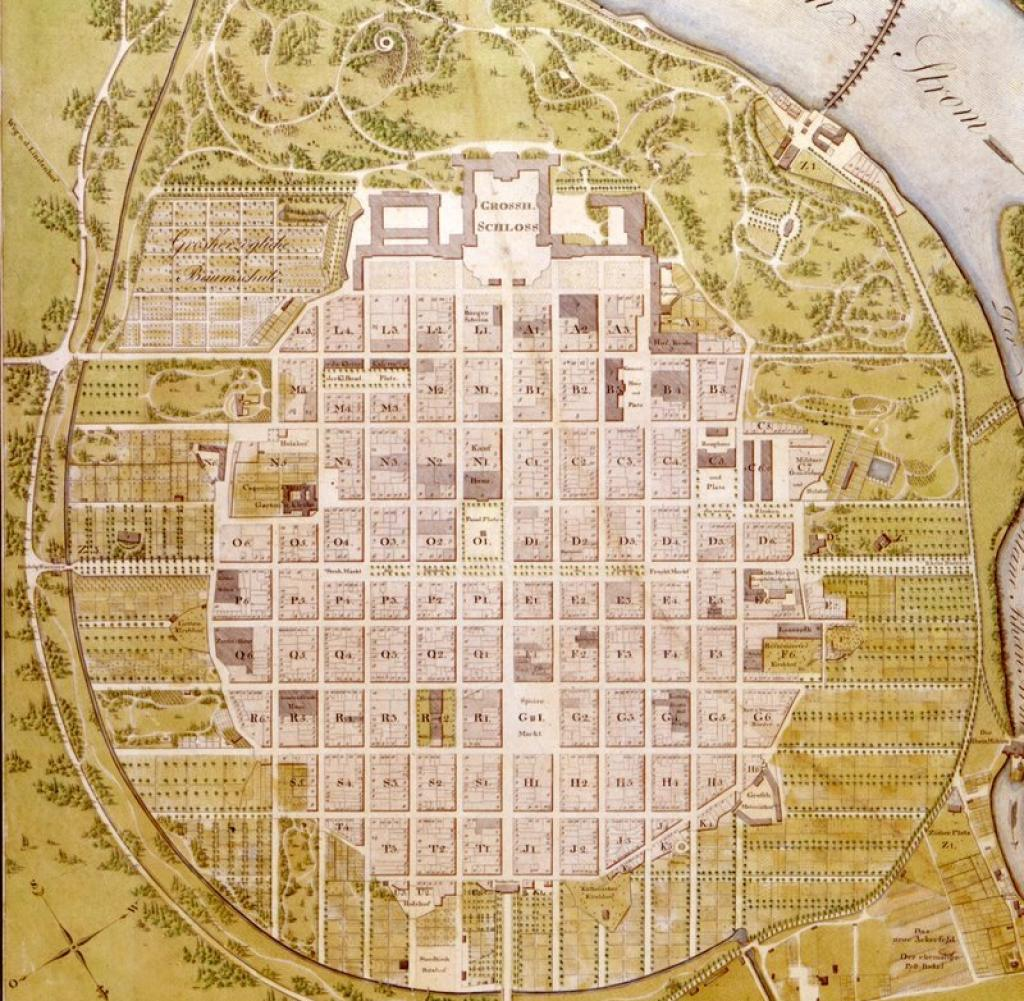
Mannheim 1813

Eine Vereinbarung zwischen Kurfürst Karl Theodor von der Pfalz und dem bayerischen Kurfürst Max III. Joseph sicherte beiden die wechselseitige Erbfolge in ihren Ländern zu. Diese Vereinbarung war angesichts des drohenden Aussterbens beider dem Geschlecht der Wittelsbacher angehörenden Linien notwendig geworden. Als 1777 Kurfürst Max III. Joseph starb, kam es zur Vereinigung von Kurpfalz und Kurbayern. Karl Theodor musste 1778 seine Residenz nach München verlegen, um von dort aus den nun Pfalzbayern genannten Staat zu regieren.
1778 setzte Karl Theodor seinen Vertrauten Franz Albert Leopold von Oberndorff als höchsten Minister sowie Statthalter in der Kurpfalz sowie im Herzogtum Jülich-Berg ein.
Mit dem Ende als Residenzstadt begann für Mannheim ein tiefer wirtschaftlicher und kultureller Einschnitt, die Wirtschaftsleistung brach ein, die Bevölkerungszahl ging zurück und zahlreiche wohlhabende Adelsfamilien verließen Mannheim, was den Verlust vieler Arbeitsplätze vor allem für Dienstboten und Dienstmägde bedeutete.
Am 1. September 1778 wurde Wolfgang Heribert Freiherr von Dalberg als Intendant mit der Leitung des Nationaltheaters betraut, das der Kurfürst als Ausgleich für den Wegzug des Hofes in Mannheim weiter bestehen ließ. Ein festes Ensemble fehlte zunächst, doch als der Herzog von Gotha fast zeitgleich sein Theater auflöste, konnten die besten Schauspieler des dortigen Ensembles, darunter August Wilhelm Iffland, Johann David Beil oder Johann Michael Boeck verpflichtet werden. Mannheim verfügte somit erstmals über ein eigenes Schauspielensemble. Die erste Aufführung des Ensembles fand am 7. Oktober 1779 statt und gilt als eigentlicher Gründungstag des Nationaltheaters.
Am 13. Januar 1782 wurde mit Unterstützung Dalbergs das Drama Die Räuber von Friedrich Schiller im Mannheimer Nationaltheater uraufgeführt und machte das Theater überregional bekannt. Die bis heute gebräuchliche Bezeichnung Schillerbühne knüpft an die damalige Aufführung an.
Die Ideen der Französischen Revolution fanden 1789 auch in der Kurpfalz und in Mannheim Anklang, zahlreiche Zeitungen und Magazine berichteten über die Entwicklung in Frankreich. 1792 wurde eine „Gesellschaft der Freunde der Menschenrechte“ gegründet und heimlich ein erster Freiheitsbaum errichtet.
Die Druckerei des katholischen Bürgerhospitals publizierte 1790 die erste Ausgabe des „Mannheimer Intelligenzblatts“
Zwischen 1790 und 1794 wurde der Neckar reguliert und begradigt.

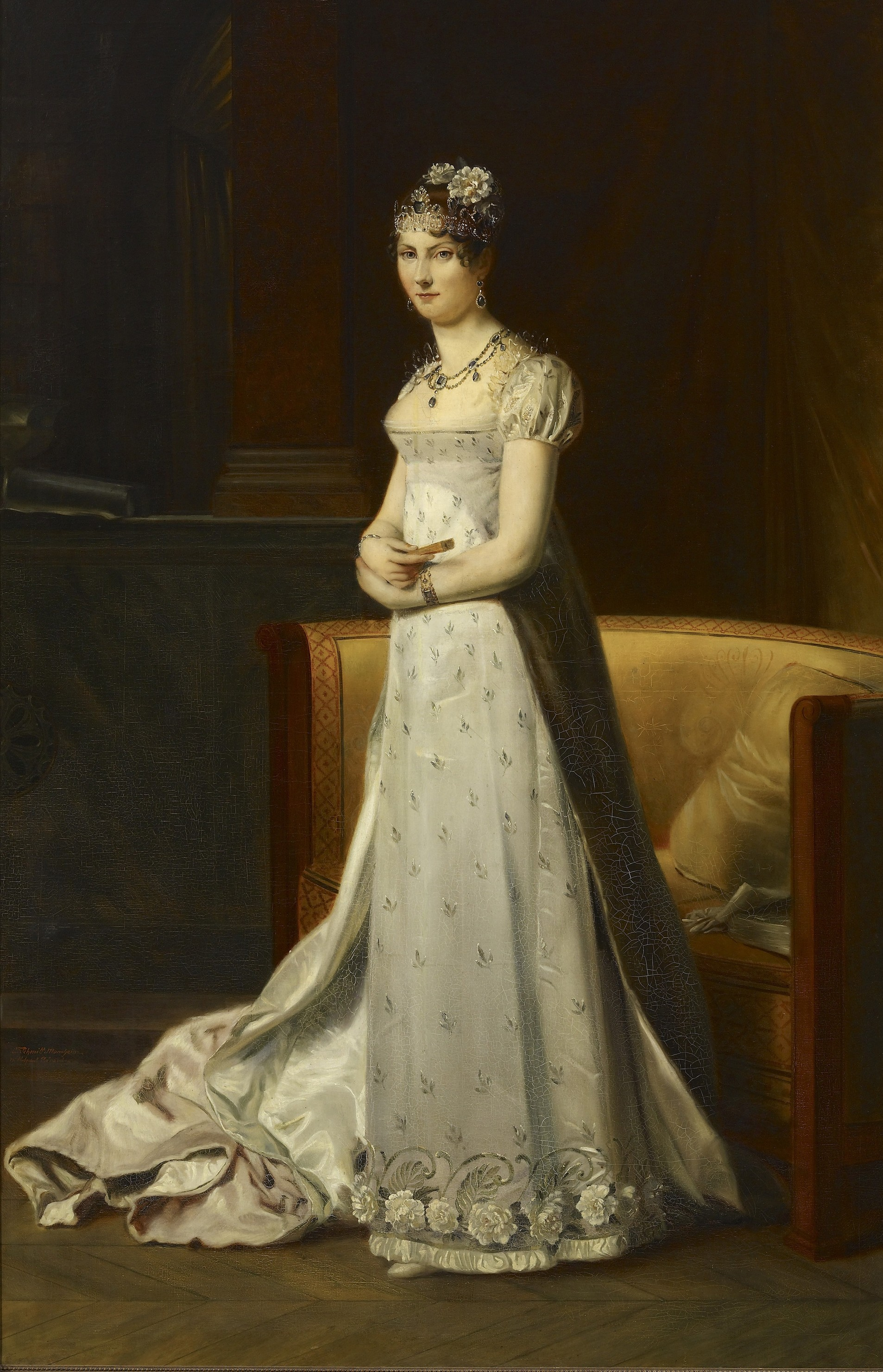
Stéphanie de Beauharnais (Gemälde von François Gérard, Paris 1806/1807)

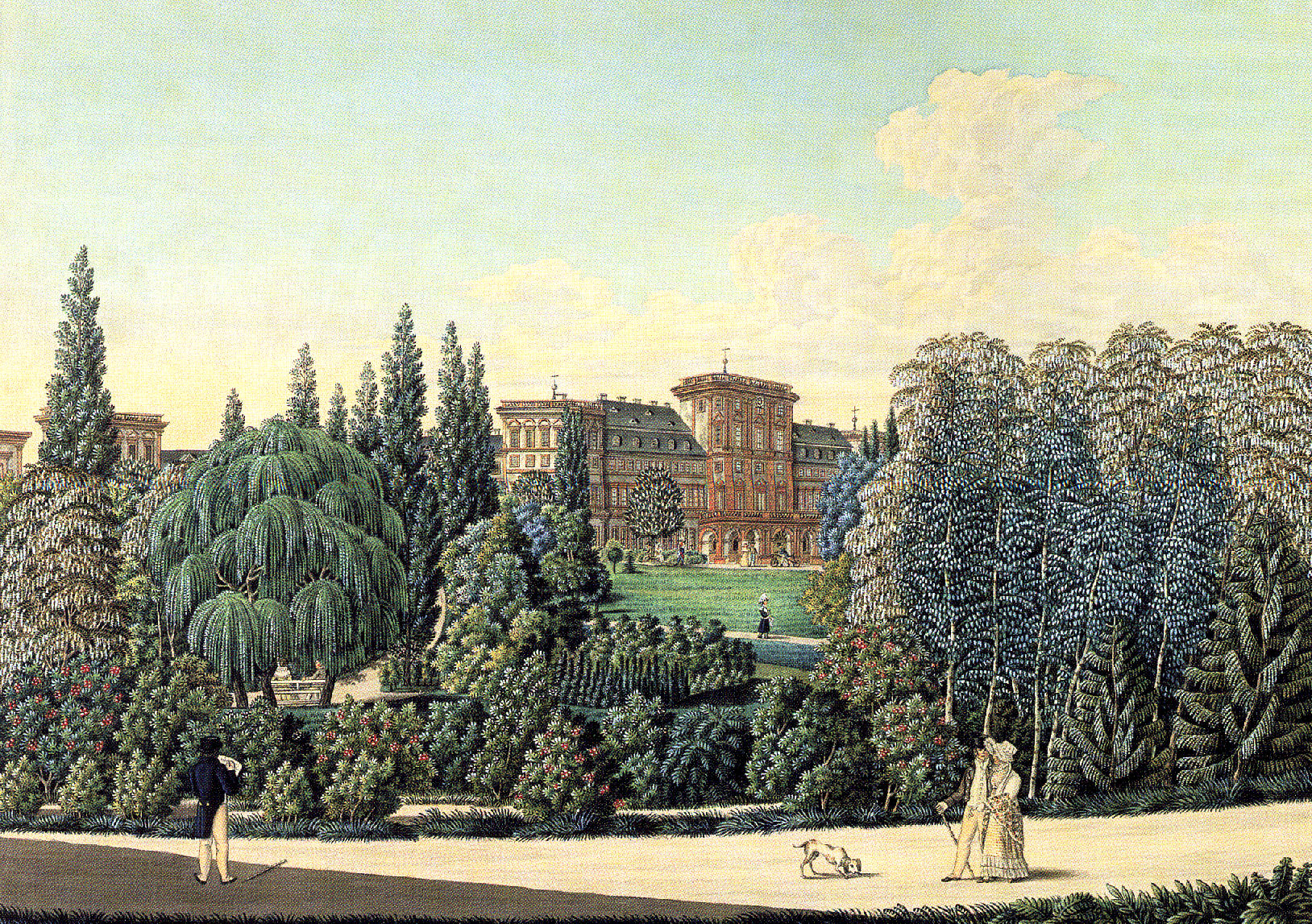
Schlossgarten und Schloss Mannheim 1819.

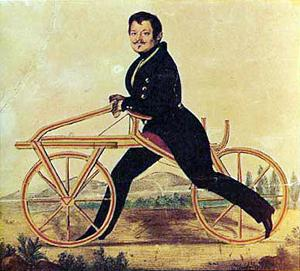
Karl von Drais (kolorierte Lithographie der 1830er Jahre)

1795 wurde Mannheim im Ersten Koalitionskrieg von den Franzosen besetzt; bei der Rückeroberung durch österreichische Truppen erlitt die Stadt durch mehrtägigen Artilleriebeschuss schwere Zerstörungen.
Ab 1799 wurde Mannheim entfestigt. Die maroden und in die Jahre gekommenen Festungsanlagen wurden abgetragen und die so freigewordene Fläche um die Stadt neu angelegt. Mannheim verlor zwar dadurch seine militärstrategische Bedeutung, erhielt jedoch anstelle der Festungswälle einen Grüngürtel, der die Stadt umgab. Die bis 1821 andauernden Abbrucharbeiten kosteten viel Geld.
Die Kurpfalz wurde 1803 im Zuge des Reichsdeputationshauptschlusses als eigenständiges Territorium aufgelöst. Mannheim und die rechtsrheinische Kurpfalz fielen von Bayern an Baden. Neuer Landesherr war Karl Ludwig Friedrich von Baden, ein treuer Parteigänger Napoleons, der sein Territorium zwischen 1800 und 1815 um das Vierfache vergrößern konnte. Im Rahmen einer gezielten Heiratspolitik wurde die Adoptivtochter Napoleons Stéphanie de Beauharnais 1806 mit dem badischen Erbprinzen Karl Ludwig Friedrich von Baden verheiratet. Kurz darauf trat Baden dem Rheinbund bei und wurde zum Großherzogtum erhoben. Das Erbprinzenpaar lebte bis zur Regierungsübernahme 1812 im Mannheimer Schloss, danach in der Karlsruher Residenz. Stephanie de Beauharnais kehrte nach dem Tod ihres Mannes 1818 aus der Residenzstadt Karlsruhe nach Mannheim zurück und nutzte das Mannheimer Schloss über 40 Jahre lang als Witwensitz.
Mit der Gründung des Rheinbunds 1806 kam es zu einer Militärallianz deutscher Staaten mit dem französischen Kaiserreich. Soldaten aus dem Großherzogtum Baden und aus Mannheim kämpften in den zahlreichen militärischen Kampagnen Napoleons. Der Russlandfeldzug 1812, der mit einer verheerenden Niederlage der Grande Armée endete, bedeutete auch für den Großteil der 1.700 Angehörigen des Mannheimer Regiments den Tod.

Mannheim, geografisch an den nordwestlichen Rand des Großherzogtums gedrängt, nahm den Status einer Grenzstadt ein. Nach dem Verlust der Residenz 1778 musste Mannheim nun auch auf seine Funktion als Hauptstadt verzichten und nahm hinter Karlsruhe die Rolle als zweite Großherzogliche Haupt- und Residenzstadt ein, was einen weiteren demographischen wie auch wirtschaftlichen Aderlass der Stadt zur Folge hatte.

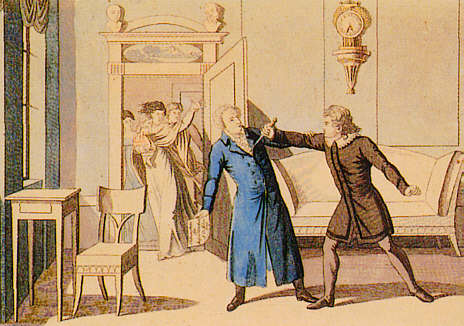
Ermordung August von Kotzebues

Als entscheidend für die weitere strukturelle Entwicklung der Stadt erwies sich die Wiedereinführung des Neckarstapels sowie die Bestimmung Mannheims als eine der drei ausschließlichen Ein- und Ausladestellen am badischen Rheinufer. Damit wurden entscheidende Voraussetzungen für den späteren Aufstieg Mannheims zur führenden südwestdeutschen Handelsstadt gelegt, der 1840 mit der Anlage des Rheinhafens zusätzliche Dynamik gewann.
1807 gründete Großherzog Karl Friedrich von Baden das Mannheimer Lyzeum als staatliche Modellschule. Mittellosen Schülern wurde der Besuch der Schule durch die Befreiung vom Schuldgeld und Stipendien ermöglicht.
1808 wurde der Mannheimer Schlosspark neu angelegt. Auf der freigewordenen Fläche von der Mannheimer Sternwarte bis zum sogenannten Schnickenloch wurde ein Schlossgarten im Stile englischer Landschaftsgärten angelegt. Der Schlosspark stand auf ausdrücklichen Wunsch der Großherzogin Stéphanie, die sich damit gegen Bedenken des Karlsruher Hofes durchgesetzt hatte, auch der Mannheimer Bevölkerung offen und war somit einer der ersten öffentlichen Parkanlagen in Deutschland überhaupt. Von der Öffentlichkeit ausgenommen war lediglich das Prinzessengärtchen, in das sich die Großherzogin und ihren drei Töchtern zurückziehen konnten. Großherzogin Stéphanie ließ darüber hinaus eine Promenade vom Mannheimer Schloss über das Schnickenloch zum Neckarauer Wald errichten und schenkte sie der Stadt, welche die Fertigstellung bis 1836 übernahm.
1810 wurde Mannheim Sitz des badischen Oberhofgerichts, welches bis 1879 im Mannheimer Schloss seinen Sitz hatte.
1811 erfolgte die Einführung der heute bekannten Zählung der Mannheimer Quadrate mit Buchstaben und Zahlen.
Am 12. Juni 1817 unternahm der Forstbeamte und Erfinder Karl von Drais mit der von ihm entwickelten Laufmaschine, auch Draisine oder Veloziped genannt, eine erste Fahrt auf der Strecke zwischen dem Mannheimer Schloss und dem heutigen Stadtteil Rheinau. Die etwa 20 kg schwere hölzerne Laufmaschine war unabhängig von Pferdekraft, preiswerter als Kutschen und revolutionierte die individuelle Mobilität. Zur Ausstattung des hölzernen Gefährts gehörten bereits Bremsen, ein höhenverstellbarer Sattel, ein Gepäckträger sowie abklappbare Stützen zum Abstellen. Bis 1900 konnte das weiterentwickelte Fahrrad Menschen aller Bevölkerungsschichten erobern. Ein dauerhafter Erfolg blieb Karl von Drais allerdings bis zu seinem Tod versagt.
1819 ermordete der radikale Burschenschafter und Theologiestudent Karl Ludwig Sand aus politischen Gründen mit mehreren Messerstichen den reaktionären Schriftsteller und russischen Staatsrat August von Kotzebue in dessen Wohnhaus im Quadrat A2,5. An die Geschehnisse erinnert heute eine dort angebrachte Gedenktafel. August von Kotzebue war publizistischer Gegner der teutschen Einheitsbewegung und den Studenten daher als reaktionäre Symbolfigur verhasst.
Die Tat sollte später in den Staaten des Deutschen Bundes als Rechtfertigung für Unterdrückungsmaßnahmen gegen nationale und liberale Bestrebungen (Karlsbader Beschlüsse) dienen.
Ein Selbstmordversuch Karl Ludwig Sands scheiterte. Der schwer verletzte Sand wurde gesundgepflegt und nach einjähriger Untersuchungshaft am 5. Mai 1820 vor dem Mannheimer Hofgericht zum Tode durch das Schwert verurteilt. Die Hinrichtung fand am 20. Mai 1820 nahe dem Heidelberger Tor in Mannheim statt. In Blut getauchte Taschentücher und Locken Sands sowie Holzspäne des Schafotts zählten zu begehrten Reliquien der Burschenschafter in Deutschland, für die Sand zu einem Symbol für Einheit und Freiheit geworden war.

## Erneuter wirtschaftliche Aufschwung

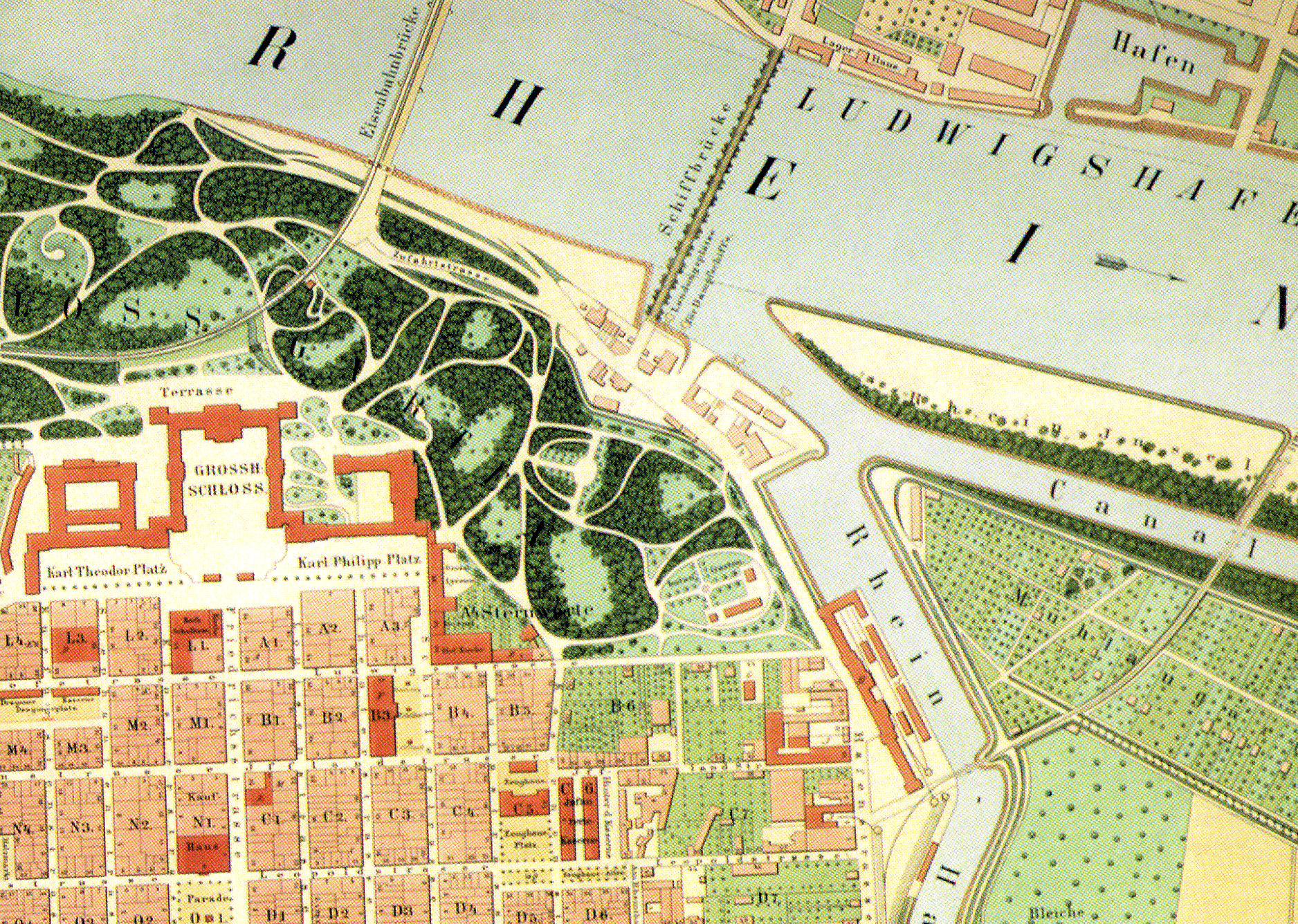
Schloss Mannheim und Rheinschanze 1869 (Ausschnitt)

Im 19. Jahrhundert begann eine erneute Blütezeit Mannheims, die vom wirtschaftlichen Aufstieg des Bürgertums bestimmt war. Zwischen 1860 und 1914 wandelte sich die bisher vom Handel geprägte Stadt zu einer modernen Industriemetropole.
1828 wurde am Rhein ein Freihafen eröffnet, der sich auf Höhe des heutigen Verbindungskanals befand. 1840 musste der Hafen bereits erweitert werden und erhielt 1854 einen Eisenbahn-Anschluss.

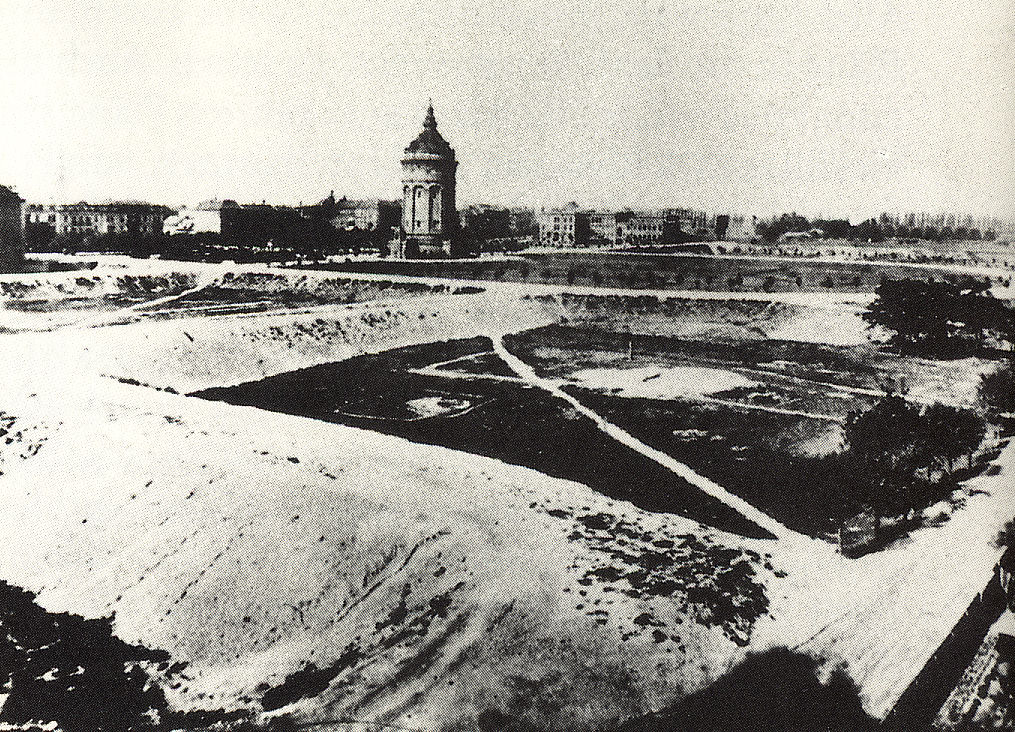
Wasserturm Mannheim auf dem zu dieser Zeit noch unbebauten Friedrichsplatz 1889

Am 31. Mai 1831 setzen in Mainz die Anrainerstaaten Bayern, Baden, Frankreich, Hessen-Darmstadt, Hessen-Nassau, den Niederlanden und Preußen ihre Unterschrift unter die Übereinkunft unter den Uferstaaten des Rheins und auf die Schifffahrt dieses Flusses sich beziehende Ordnung. Mit der sogenannten Mainzer Akte konnte den Prinzipien eines freien Wettbewerbs auf dem Fluss weitestgehend Geltung verschafft werden. 1861 wurde die Kommission nach Mannheim verlegt. Am 17. Oktober 1868 unterzeichneten im Mannheimer Schloss, dem Sitz der Kommission, die Anrainerstaaten Bayern, Baden, Hessen, Holland und Preußen die Revidierte Rheinschifffahrtsakte, die sog. Mannheimer Akte, um letzte Hindernisse für eine freie Rheinschifffahrt zu beseitigen.

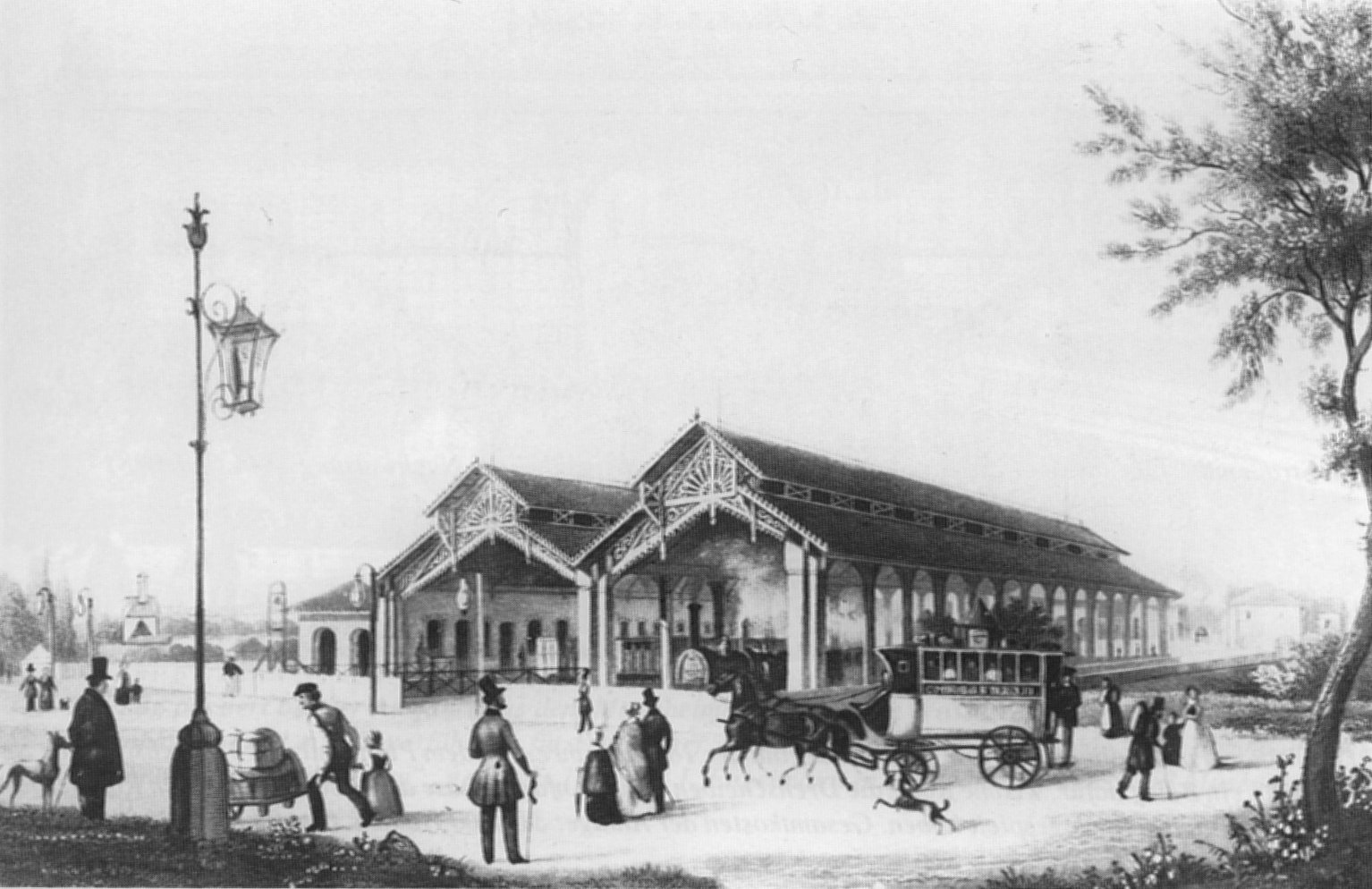
Mannheimer Bahnhof 1840

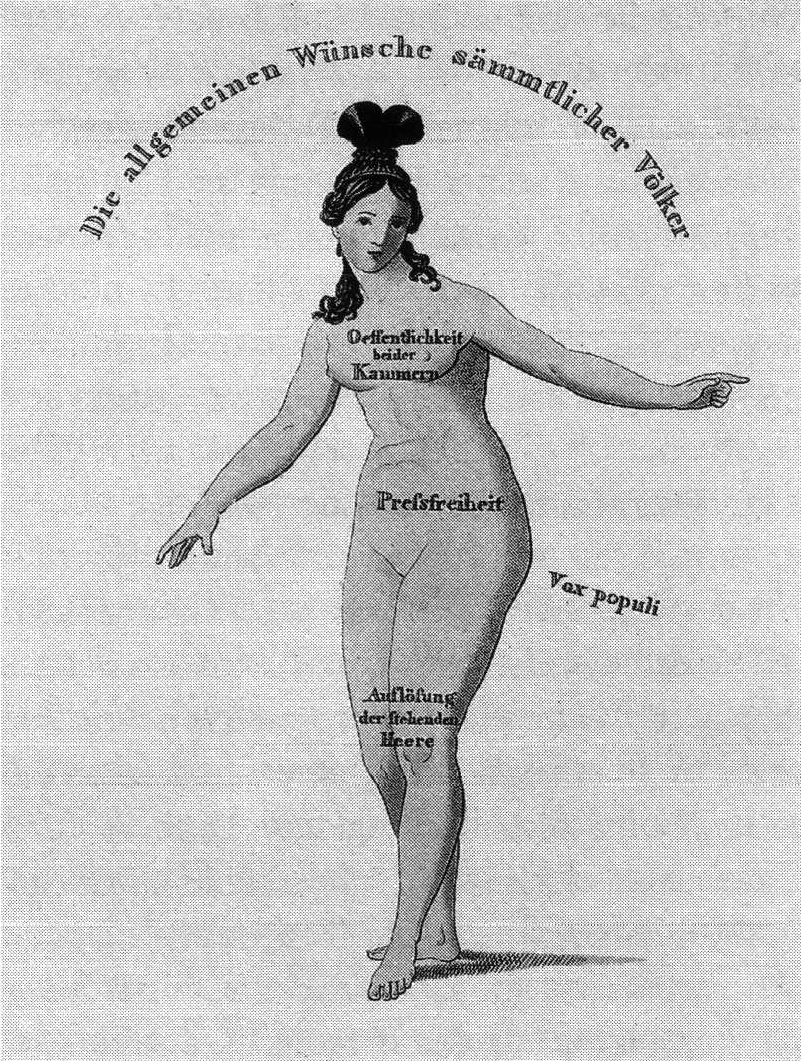
Märzforderungen

Am 12. September 1840 wurde nach zwei Jahren Bauzeit die erste Bahnstrecke im Großherzogtum Baden zwischen Mannheim und Heidelberg eingeweiht. Der Bahnhof befand sich südöstlich der Quadrate, etwa im Bereich zwischen Tattersallstraße, Schwetzinger Straße, Toräckerstraße und Bismarckplatz in einem 90 Grad Winkel zum heutigen Mannheimer Hauptbahnhof und somit parallel zur heutigen Ringstraße. Bei den Planungen für Bahnhof und Strecke erlag man der fatalen Fehleinschätzung, dass die Zukunft der Eisenbahn im Personen- nicht aber im Güterverkehr zu finden sei, wodurch der Bahnhof zunächst ausschließlich auf den Personenverkehr ausgerichtet war und somit über keinen Gleisanschluss zum Hafen verfügte, was den Güterumschlag schwierig gestaltete. Die Güter zwischen Bahnhof und Hafen mussten umständlich mit Pferdefuhrwerken und Karren quer durch die Stadt transportiert werden. Eine partielle Abhilfe schuf ab 1854 der Bau einer Schleifbahn vom Bahnhof über den Neckardamm zum Hafen.
Die Badische Hauptbahn wurde zunächst mit einer Spurweite von 1600 mm betrieben, während die Nachbarländer für ihre Eisenbahn bereits die Normalspur verwendeten. Daher wurde später in Baden ein Umbau auf Normalspur nötig.
1835 wurde der in Mannheim erschienene Roman „Wally die Zweiflerin“ verboten, dessen Autor Karl Gutzkow verhaftet und wegen Vergehen gegen das damals herrschende Pressegesetz zu einer Gefängnisstrafe verurteilt.
1848 entwickelte sich Mannheim zu einem Zentrum der politischen und revolutionären Bewegung in Deutschland (siehe auch Deutsche Revolution 1848/1849). Am 27. Februar 1848 fand in der Aula des Mannheimer Lyzeums die erste Volksversammlung in Baden statt, an der Gustav Struve, Adam von Itzstein und andere Oppositionelle teilnahmen. Vor 2.500 Zuhörern, was immerhin mehr als 10 Prozent der damaligen Mannheimer Bevölkerung entsprach, wurden die Mannheimer Forderungen formuliert, die Pressefreiheit, Schwurgerichte, Volksbewaffnung und die Einberufung eines nationalen Parlaments verlangten. Die sogenannten Märzforderungen wurden programmatisches Fundament der sich ausbreitenden Revolution von 1848.
Aus der Quadratestadt kamen gemäßigte Liberale wie Friedrich Daniel Bassermann, Karl Mathy und Alexander von Soiron, Männer der Mitte wie Lorenz Brentano, aber auch radikale Demokraten wie Karl Blind, Friedrich Hecker oder Gustav Struve.

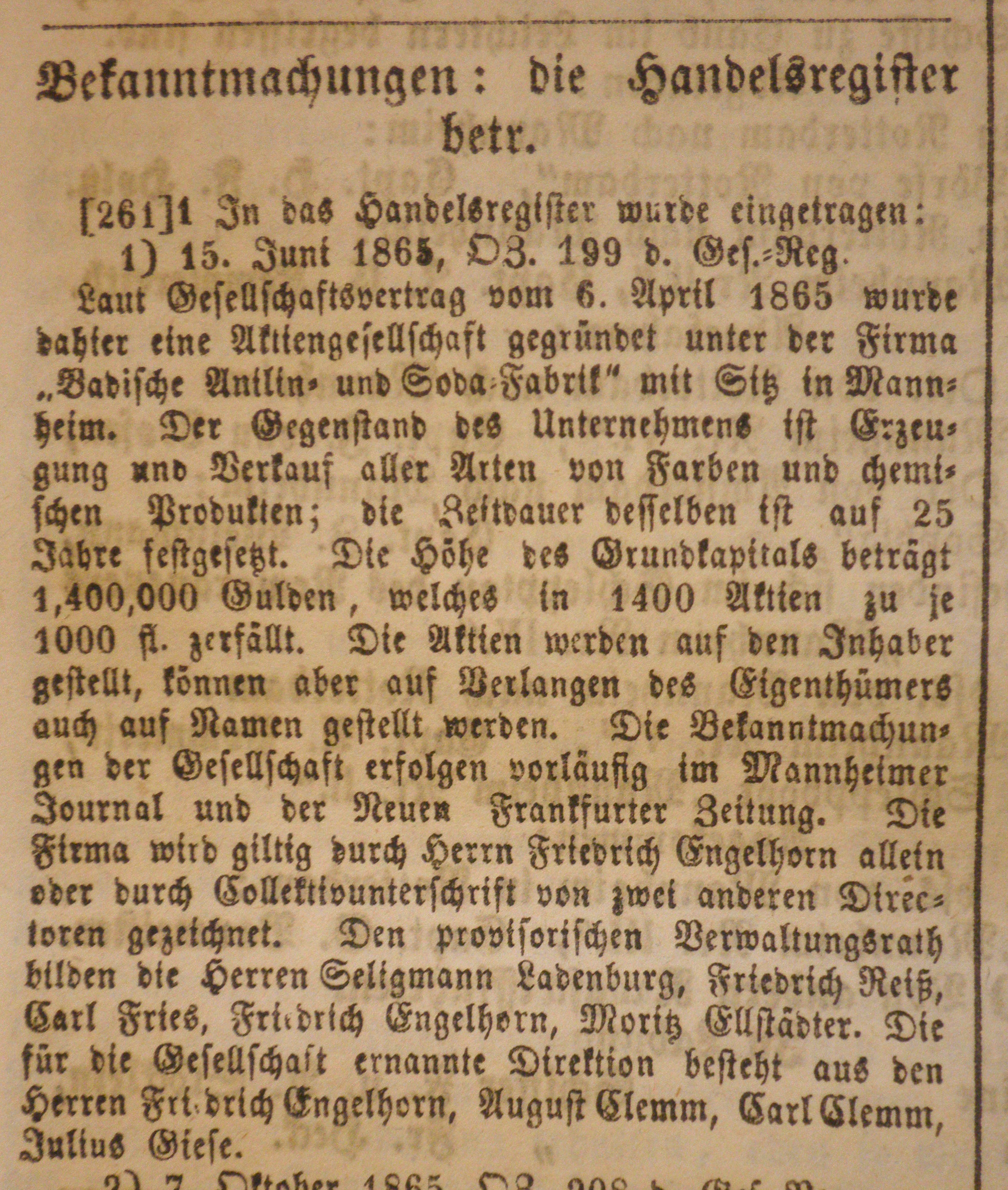
Im Juni 1865 wurde die BASF ins Handelsregister eingetragen, „Mannheimer Journal“ vom 16. Oktober 1865.

Nach der Niederschlagung des badischen Volksaufstands 1849 wurden zahlreiche Revolutionäre standrechtlich erschossen, so in Mannheim der Volksschullehrer und Volkswehroffizier Karl Höfer, der Soldat Peter Lacher, der Klempner und Freischarführer Gottlieb Heinrich Dietz, der Paulskirchenabgeordnete und Mannheimer Zivilkommissar Wilhelm Adolph von Trützschler und der Mannheimer Mehlwaagenmeister und Stellvertreter Trützschlers Valentin Streuber.
1863 wurde das Stadtamt Mannheim mit Gemeinden des aufgehobenen Amtes Ladenburg zum Bezirksamt Mannheim vereinigt.
Seit den 1840er Jahren avancierte Mannheim zur wichtigsten Handelsdrehscheibe Badens. In den 1860er Jahren wurde die Mannheimer Produktenbörse errichtet, an der vor allem Getreide gehandelt wurde. 1865 gründete der Unternehmer Friedrich Engelhorn in Mannheim-Jungbusch die Badische Anilin- und Soda-Fabrik (BASF), die in den folgenden Jahren allerdings nach Ludwigshafen am Rhein verlegt wurde und sich später zum größten Chemieunternehmen der Welt entwickeln sollte.
1866 gründeten 21 Unternehmer die „Gesellschaft zur Überwachung und Versicherung von Dampfkesseln“, aus der später die heutigen Technischen Überwachungsvereine (TÜV) hervorgingen.

1867 wurde eine zweigleisige Eisenbahnbrücke über den Rhein an der Stelle der heutigen Konrad-Adenauer-Brücke für den Eisenbahnverkehr freigegeben.
Am 17. Oktober 1868 unterzeichneten im Mannheimer Schloss die Anrainerstaaten Bayern, Baden, Hessen, Holland und Preußen die Revidierte Rheinschifffahrtsakte, die sog. Mannheimer Akte,  um letzte Hindernisse für eine freie Rheinschifffahrt zu beseitigen. Die Mannheimer Akte bildet bis heute die Rechtsgrundlage der freien Rheinschifffahrt.
1875 erfolgte die Eröffnung des Mühlauhafens, für dessen Bau auch französische Kriegsgefangene eingesetzt wurden.
Eine Pferdeeisenbahn wurde 1878 in Mannheim in Betrieb genommen und später von der elektrischen Straßenbahn abgelöst.
1880 stellte Werner von Siemens den ersten elektrische Aufzug auf der Pfalzgau-Ausstellung, einer landwirtschaftlich-gewerblichen Messe, im Mannheimer Schlossgarten vor. Mit dem Aufzug konnten bis zu 6 Personen gleichzeitig bei einer Geschwindigkeit von einem halben Meter pro Sekunde auf eine erhöhte Aussichtsplattform transportiert werden. Von August bis November 1880 nutzten 8 000 Besucher die Gelegenheit, um mit dem neuartigen Transportmittel auf die Aussichtsplattform zu gelangen.
Im Anschluss an die Pfalzgau-Ausstellung entstand 1880 der Friedrichspark, der nach dem badischen Großherzog Friedrich I., benannt wurde und sich schnell zu einem beliebten Vergnügungspark in der Stadt entwickelte. Der Friedrichspark, ursprünglich Teil des ehemaligen Schlossgartens, grenzte an die alte Sternwarte und erstreckte sich westlich von der alten Sternwarte und der dahinterliegenden Jesuitenkirche bis zum Parkring.

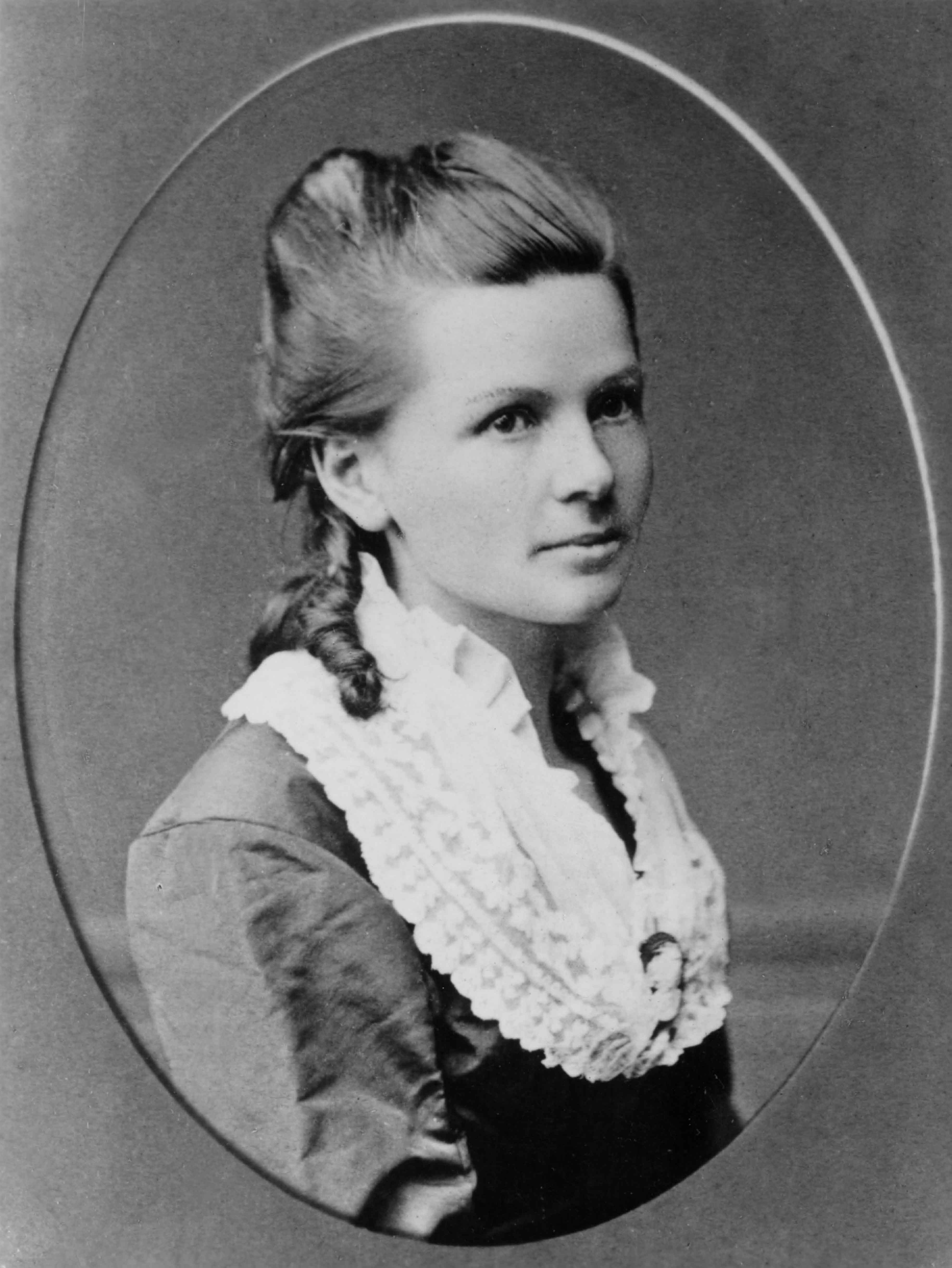
Bertha Benz

1886 ließ Carl Benz sein „Veloziped mit Ligroingasmotor“ patentieren und unternahm am 3. Juli seine erste Probefahrt: die Geburtsstunde des Automobils. Am 5. August 1888 unternahm seine Frau Bertha Benz zusammen mit den gemeinsamen Söhnen die erste Überlandfahrt eines Autos in ihre Geburtsstadt Pforzheim. Unterwegs wurde in der Apotheke Ligroin (Waschbenzin) „nachgetankt“.

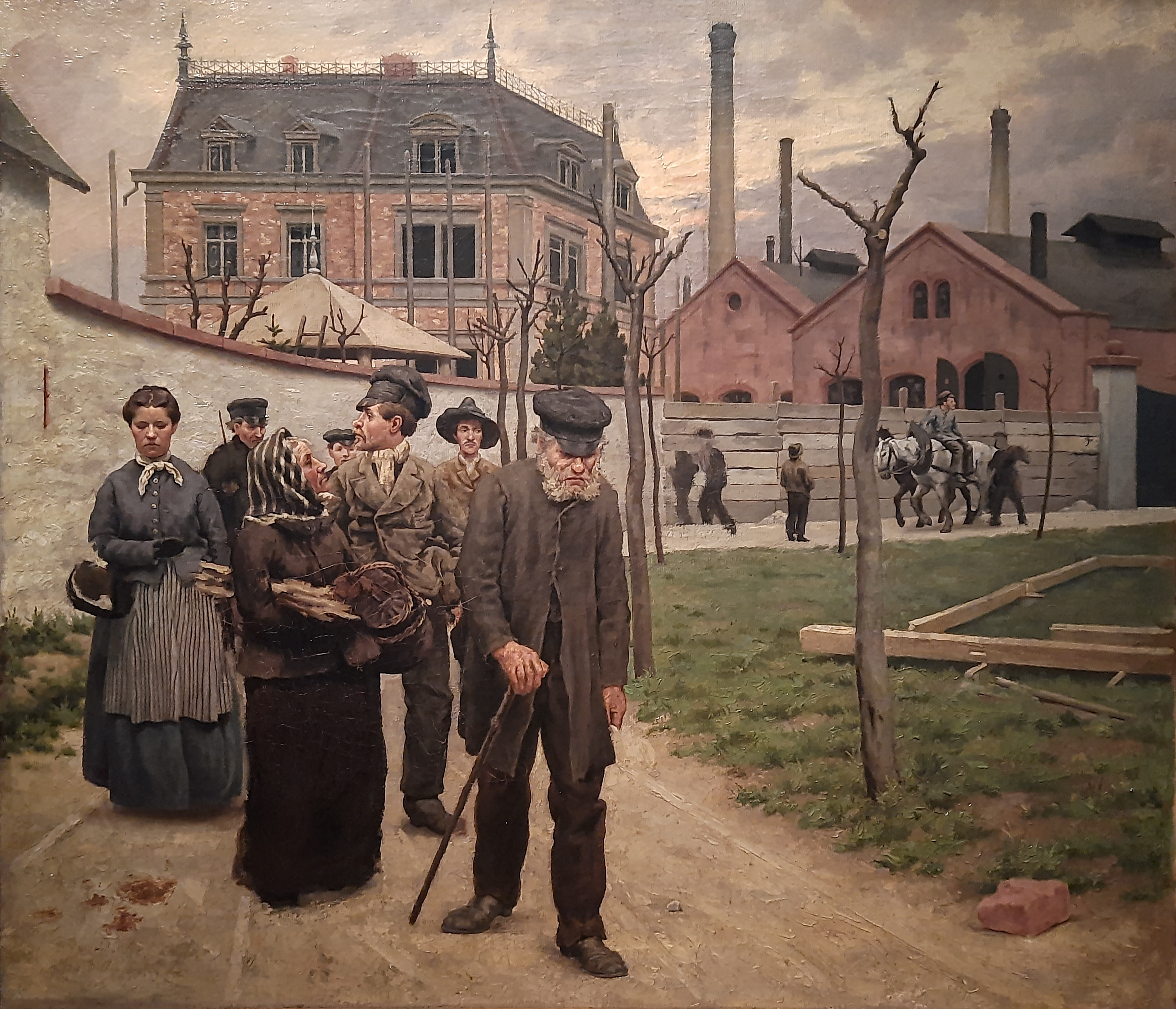
August Wilhelm Dieffenbacher An der Ölfabrik Lindenhof

Zahlreiche Brunnen in der Stadt sorgten bis weit in das 19. Jahrhundert hinein für eine Trinkwasserversorgung minderer Qualität, was der Mannheimer Bevölkerung auch durch zwei Choleraepidemien eindrücklich vor Augen geführt wurde. Fieberhaft wurde daher von Seiten der Stadt nach Lösungen gesucht. Unter der Leitung des österreichischen Bauingenieurs Oskar Smreker wurde 1882 mit dem Aufbau eines Versorgungsnetzes in Mannheim begonnen. Im Käfertaler Wald wurde eine geeignete Entnahmestelle für Grundwasser erschlossen. Das dort errichtete städtische Wasserwerk eröffnete 1888 und versorgte die gesamte Stadt über ein weit verzweigtes Leitungssystem. 1889 wurde der Mannheimer Wasserturm nach Plänen des Architekten Gustav Halmhuber im neobarocken Stil feierlich eingeweiht und stellte die Versorgung der Innenstadt, der Schwetzinger Vorstadt, des Lindenhofs sowie der geplanten Oststadt sicher.
1891 wurde Otto Beck zum ersten hauptamtlichen Oberbürgermeister von Mannheim gewählt. Zu den Höhepunkten seiner Amtszeit zählten die Feierlichkeiten zum 300-jährigen Stadtjubiläum sowie die Eröffnung des Mannheimer Rosengartens. Otto Beck war von 1891 bis 1908 Oberbürgermeister von Mannheim.
1894 wurde der zwischen Neckar und Oststadt gelegene Luisenpark zur öffentlichen Benutzung freigegeben. Benannt ist der Park nach der badischen Großherzogin Luise, Frau des badischen Großherzogs Friedrich I.

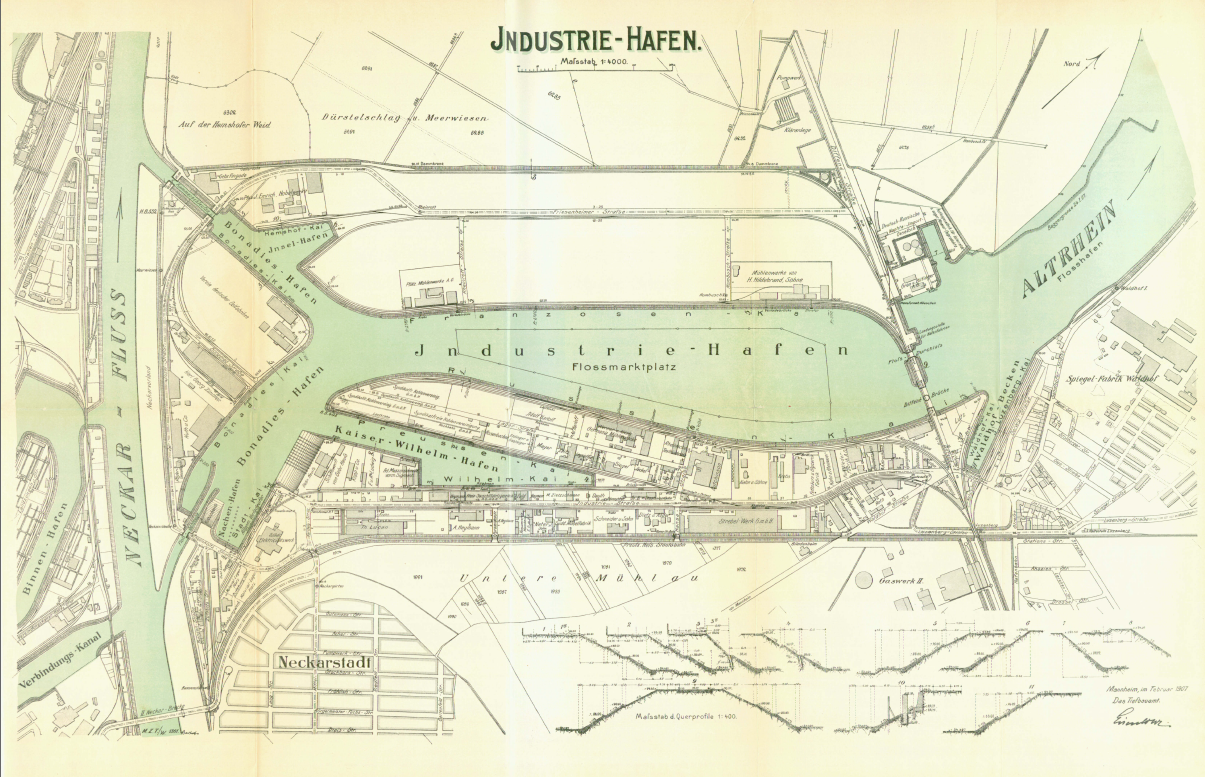
Mannheim-Industriehafen 1907

1895 erwarb die Stadt Mannheim von Sandhofen, das zu dieser Zeit noch eine eigenständige Gemeinde war, die Friesenheimer Insel und begann mit dem Bau des Industriehafens. Die Eingemeindung Käfertals (1897) brachte das Industriegebiet Waldhof zu Mannheim. Die Stadt zählte nun über 100.000 Einwohner.
In der zweiten Hälfte des 19. Jahrhunderts siedelten sich in Neckerau viele Industriebetriebe an. Am 1. Januar 1899 wurde Neckarau – als damals größtes badisches Dorf – zu Mannheim eingemeindet.
Bis 1913 folgten die Eingemeindungen Feudenheims (1910) sowie Sandhofens und des Rheinau-Gebiets (1913). Mit den Eingliederungen Wallstadts (1929), Friedrichsfelds (1930) und Seckenheims (1930) war der Prozess der Eingemeindungen abgeschlossen. Die Gemarkungsfläche der Stadt vergrößerte sich um fast 350 Prozent. Man sprach in dieser Zeit vom amerikanischen Wachstum.

Zwischen 1867 und 1930 fand eine Verneunfachung der Einwohner von Mannheim und Ludwigshafen, das sich aus der alten Mannheimer Rheinschanze entwickelte statt und die Bevölkerungszahl stieg von 42.000 auf 385.000. 1910 lebten etwa 6.500 Menschen jüdischen Glaubens in Mannheim.

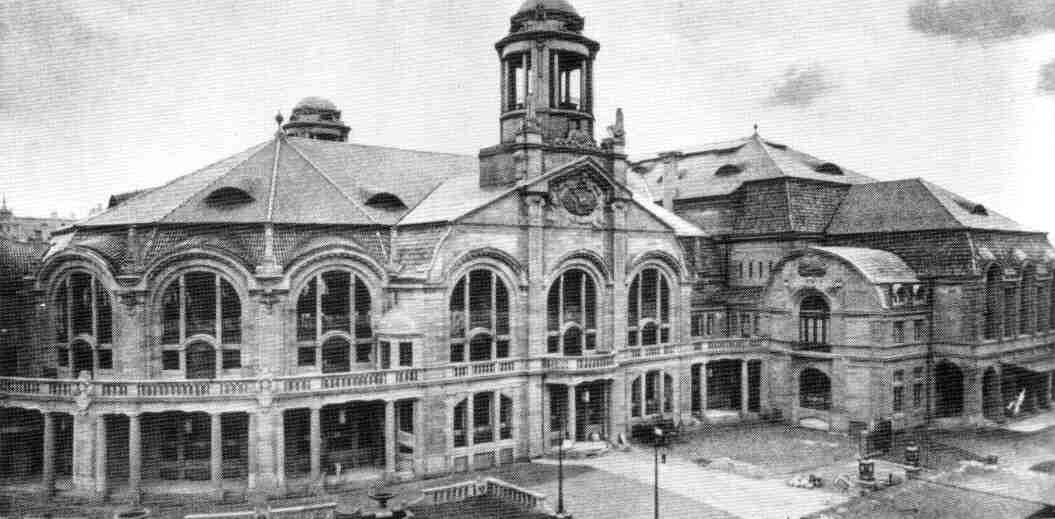
Der Mannheimer Rosengarten 1902 kurz vor der Fertigstellung

Der Stadtschulrat Joseph Anton Sickinger (1858–1930) arbeitete um die Wende zum 20. Jahrhundert das sogenannte Mannheimer Schulsystem für die Volksschulen aus. Seine Ideen zielten dabei auf vielfältige Abstufung, persönliche Förderung und praxisorientierte Ausrichtung des Lehrstoffs. So sollten Hilfs-, Wiederholungs- und Abschlussklassen weniger befähigten Kindern offenstehen, Fremdsprachen- und Vorbereitungsklassen hingegen die begabteren Kinder auf die höheren Schulen vorbereiten. Die Reformen im Schulsystem wurden ab 1901 in verbreitetem Maße umgesetzt und hatten Auswirkungen bis weit in die Zeit der Weimarer Republik.
Der erste Abschnitt der elektrischen Straßenbahn ging 1900 in Betrieb und ersetzte die bisherige Pferdebahn in Mannheim.
1903 erfolgte die Einweihung der Festhalle Rosengarten am Friedrichsplatz. Die Festhalle wurde von 1900 bis 1903 nach einem Entwurf des Architekten Bruno Schmitz von der Firma Joseph Hoffmann & Söhne als städtische Festhalle im Jugendstil errichtet. Der dortige Nibelungensaal zählte mit einer Kapazität von 6000 Plätzen zu einem der größten Säle in Deutschland.

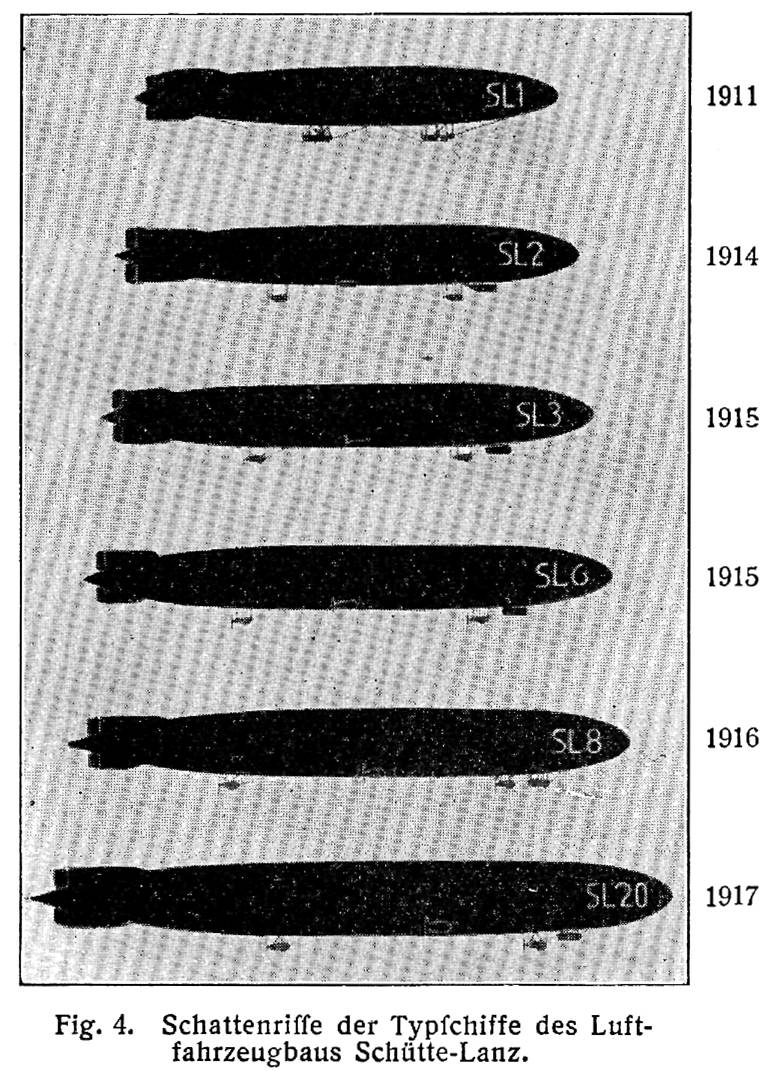
Schütte-Lanz Luftschiffe

1907 feierte Mannheim sein 300-jähriges Stadtjubiläum mit einer großangelegten Jubiläums Gartenbau- und Kunstausstellung, 4,6 Millionen Besucher sorgten für einen Besucherrekord, der erst durch die Bundesgartenschau 1975 einstellt werden sollte.
Die Kunsthalle wurde im Rahmen des 300-jähriges Stadtjubiläums 1907 eröffnet. Der Bau der Kunsthalle wurde durch die jüdischen Eheleute Julius (1841–1895) und Henriette Aberle (1847–1901) ermöglicht, welche die damals enorme Summe von 236.250 Goldmark stifteten. In 30 Räumen wurde eine internationale Schau aus Plastik, Malerei und Kunstgewerbe gezeigt.
Großherzog Friedrich I. von Baden weihte am 3. Juni 1907 im Rahmen des 300-jähriges Stadtjubiläum den Industriehafen ein. Im Hafen siedelten sich eine Reihe wichtiger Unternehmen an und Mannheim entwickelte sich zur wichtigsten Industrie- und Handelsstadt des Südwestens.
Am 11. April 1907 wurde der SV Waldhof Mannheim im Gasthaus Zum Tannenbaum gegründet.
Julia Lanz, die Frau des Mannheimer Industriellen Heinrich Lanz, war Funktionärin des Badischen Frauenvereins und Stifterin von Hilfseinrichtungen und Mäzenin. 1910 wurde sie als erste Frau mit der Ehrenbürgerwürde der Stadt Mannheim ausgezeichnet.
Im Rheinauer Industriegebiet, welches sich zu dieser Zeit noch auf Brühler Gemarkung befand, entstand 1909 die Luftschiffwerft Schütte-Lanz. Am 22. April 1909 wurde das Unternehmen vom Mannheimer Industriellen Karl Lanz und dem Danziger Ingenieur Johann Schütte gegründet.
1908 wurde in Mannheim der Deutsche Luftflotten-Verein gegründet. Oberstes Vereinsziel war die „Schaffung einer starken deutschen Luftflotte“. Die Gründung des Vereins ging vor allem auf die Initiative des Mannheimer Industriellen Karl Lanz zurück, der auch dessen Vorsitzender war.
Der von dem Mannheimer Industriellen Karl Lanz gestiftete Lanz-Preis der Lüfte in Höhe von 40.000 Reichsmark lobte technische Innovationen auf dem Gebiet des Flugwesens aus.
Am 17. Oktober 1911 konnte das erste in Mannheim gebaute Luftschiff Schütte-Lanz I zu seiner Jungfernfahrt abheben. Das Unternehmen avancierte in den darauffolgenden Jahren zum größten innerdeutschen Konkurrenten der Zeppelin-Werke in Friedrichshafen am Bodensee. Im Ersten Weltkrieg wurde das Unternehmen Luftschiffbau Lanz & Schütte GmbH zum zweitgrößten Produzenten von Starrluftschiffen für das deutsche Militär. Nach Kriegsende wurde der Luftschiffbau in Mannheim aufgrund der Bestimmungen des Versailler Vertrags aufgegeben.

## Erster Weltkrieg
Der Mannheimer Rechtsanwalt und sozialdemokratische Politiker Ludwig Frank zählte zu den ersten Kriegstoten auf deutscher Seite. Noch im Frühjahr 1914 hatte er sich zusammen mit dem französischen Sozialisten Jean Jaurès für die Erhaltung des Friedens eingesetzt, sich aber nach Ausbruch des Krieges freiwillig als Soldat gemeldet, um seine „patriotische Pflicht“ zu erfüllen. Er starb am 3. September 1914 an der deutsch-französischen Front in Lothringen.
Viele Fabriken in Mannheim stellten während des Krieges ihre Produktion auf Waffen und Sprengstoff um.
1915 wurde Mannheim erstmals von feindlichen Flugzeugen bombardiert und die Bevölkerung in Angst und Schrecken versetzt. Ab 1915 war die Stadt Ziel französischer Flugzeuge und ab 1917 auch der britischen Luftwaffe. Bis zum Ende des Krieges kam es zu insgesamt 46 Luftangriffen mit 9 Toten und 22 Verletzten, die Schäden an Gebäuden blieben indes gering.
Ab 1915 gab es in Mannheim ein Lager für Kriegsgefangene. In den Baracken bei der Kaiser-Wilhelm-Kaserne waren mehrere tausend Kriegsgefangene, in der Mehrzahl Franzosen und Russen, untergebracht. Viele Kriegsgefangene litten unter Hunger und Krankheit.
Am Ende des Ersten Weltkrieges hatte Mannheim über 6200 Kriegstote zu beklagen.
1918 forderte die weltweit grassierende Spanische Grippe auch in Mannheim viele Tote.

## Weimarer Republik

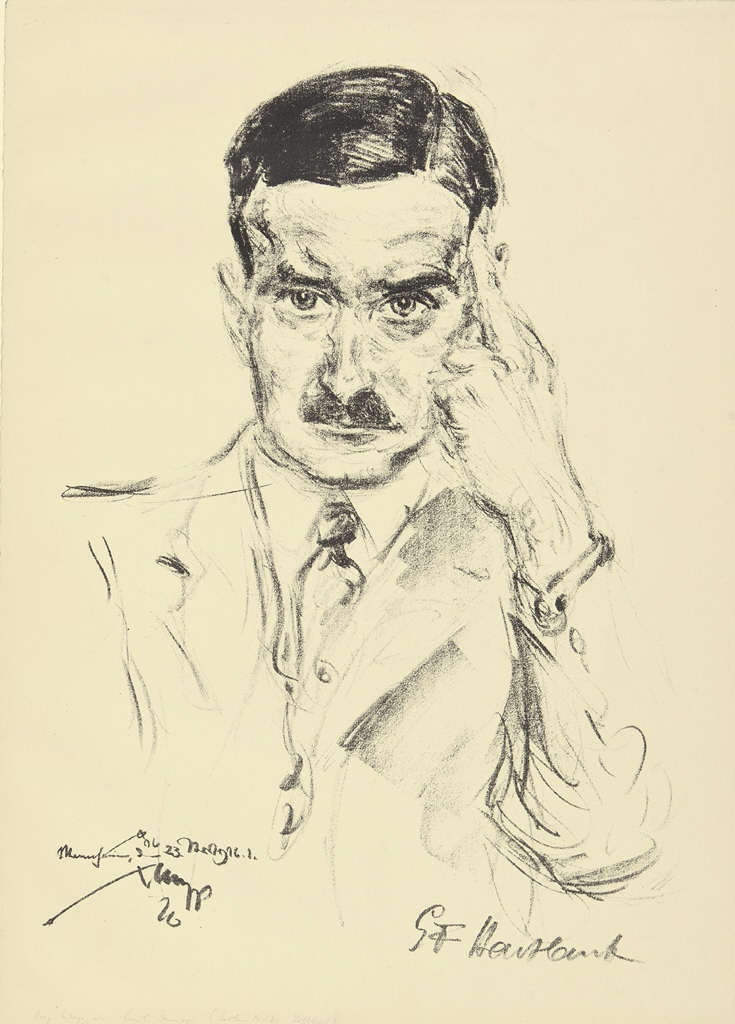
Emil Stumpp: Portrait GF Hartlaub, Lithographie, 1926 (Kunsthalle Mannheim)

Nach dem Ende des Ersten Weltkriegs wurde die linksrheinische Pfalz und Ludwigshafen von der französischen Armee besetzt und Mannheim zur Grenzstadt. Auf der Rheinbrücke zwischen Ludwigshafen und Mannheim kontrollierten französische Wachposten den Personen- und Warenverkehr, was zu einer Schwächung der Wirtschaft in Mannheim führte.
Bürgerschaftliches Engagement bewältigte eine Wiederaufbaupatenschaft für die Beseitigung von Kriegsschäden in der ostpreußischen Stadt Memel (heute Klaipeda).
1920 eröffnete das Herschelbad in den Mannheimer Quadraten. Für den Bau des Bades hatte der jüdische Mannheimer Kaufmann und Stadtrat Bernhard Herschel (1837–1905) der Stadt Mannheim bereits im Jahr 1905 testamentarisch einen Teil seines Vermögens gestiftet.
Das 1898 gegründete Fröbelseminar ging 1920 in städtische Verwaltung über. 1927 wurde im östlichen Schlossgarten ein Neubau im Stil der Neuen Sachlichkeit gebaut.
1921 stellte die Heinrich Lanz AG auf der Landwirtschafts-Ausstellung in Leipzig den Lanz-Bulldog vor. Der erste selbstfahrende Rohölschlepper (Bulldog) für den landwirtschaftlichen Gebrauch löste eine Revolution in der maschinengestützten Landwirtschaft aus. Der Lanz-Bulldog war einfach und robust und ließ sich mit kostengünstigem Rohöl betreiben. Das 12 PS starke Gefährt fuhr mit Eisenrädern auf dem Acker und konnte stationär auch die Funktion einer Lokomobile übernehmen. Der Lanz Bulldog wurde bis 1957 in Mannheim produziert und weltweit exportiert. Der Name Bulldog wurde zum Inbegriff für Ackerschlepper und Traktoren aller Art.
1921 wurde das Großkraftwerk von den Pfalzwerken, der Stadt Mannheim, der Badischen Landeselektrizitätsversorgung (später Badenwerk, heute EnBW) und der Neckar AG in Mannheim-Neckarau gegründet. Das Großkraftwerk wurde bis 1928 zu einer der modernsten Stromerzeugungsanlagen Europas ausgebaut und lieferte Strom für Mannheim, Ludwigshafen, Karlsruhe, Stuttgart und weitere Städte im Südwesten.
Der bereits 1913 begonnene Bau des Städtischen Krankenhauses am Neckarufer wurde 1922 eröffnet.
1923 besetzten französische und belgische Truppen im Streit um ausbleibende Reparationszahlungen das Ruhrgebiet. In diesem Zusammenhang wurden von französischen Truppen auch die Hafenanlagen, das Mannheimer Schloss und weite Teile der Stadt Mannheim besetzt. 1924 zogen sich die französischen Truppen aus Mannheim zurück, während die linksrheinische Pfalz und Ludwigshafen weiter besetzt blieben.
1924 wurde das Bezirksamt Mannheim um die Gemeinden des aufgelösten Bezirksamts Schwetzingen erweitert.
1925 zeigte die von Gustav Hartlaub geleitete Kunsthalle Mannheim die Ausstellung Neue Sachlichkeit. Deutsche Malerei nach dem Expressionismus, die damit einer bedeutenden Kunstrichtung der 1920er Jahre ihren Namen gab.
Mit rund 250 000 Einwohnern avancierte Mannheim 1925 zur größten Stadt Badens.
1926 erfolgte die Eröffnung des Flughafens, der die Bedeutung Mannheims als Verkehrsknotenpunkt stärkte und von vielen Geschäftsreisenden genutzt wurde. Der Flughafen lag zunächst in Sandhofen und wurde 1926 nach Neuostheim verlegt.
1927 wurde im Luisenpark das erste kommunale Planetarium Deutschlands eingeweiht, das jedoch im Zweiten Weltkrieg zerstört wurde. 1984 entstand an der Wilhelm-Varnholt-Allee ein neues Planetarium.
1927 öffnete der erste Abschnitt des Neckarkanals für die Schifffahrt.
1928 wurde mit Hermann Heimerich erstmals ein Sozialdemokrat zum Oberbürgermeister von Mannheim gewählt.
Zwischen 1928 und 1929 wurde der Herzogenriedpark im Stadtteil Neckarstadt-Ost angelegt und eröffnete den Besuchern neue Freizeit- und Erholungsmöglichkeiten.
1929 wurde Wallstadt eingemeindet, mit Friedrichsfeld und Seckenheim kam 1930 der Prozess der Eingemeindungen zum Abschluss.

## Mannheim im Dritten Reich
Nachdem am 30. Januar 1933 die Nachricht von Hitlers Ernennung zum Reichskanzler in Mannheim eintraf, zogen zirka 700 NSDAP-Anhänger durch die Stadt. Kam es in den ersten Tagen nach der sog. Machtergreifung noch zu Gegendemonstrationen von Kommunisten und Sozialdemokraten, ebbte dieser Widerstand im Vorfeld der Reichstagswahl 1933, die von Zeitungsverboten und Verhaftungen, Benachteiligungen und Einschüchterungen begleitet wurde, stark ab. Die NSDAP ging in Mannheim mit 35,5 Prozent der Stimmen als stärkste Partei aus den Stadtratswahlen hervor.
Am 6. März 1933 wurde am Rathaus die Hakenkreuzflagge gehisst. Am 11. März wurde der noch amtierende Oberbürgermeister und Sozialdemokraten Hermann Heimerich, der sich zuvor geweigert hatte, die Flagge am Rathaus zu hissen, von SA-Männer unter physischen Zwang auf den Rathaus-Balkon gebracht, wo er gegen seinen Willen die Verbrennung der schwarz-rot-goldenen Flagge der Republik mit ansehen musste. Von diesen Vorfällen nervlich geschwächt wurde Hermann Heimerich am 12. März im Krankenhaus in „Schutzhaft“ genommen und im Juni 1933 als Oberbürgermeister abgesetzt. Neuer nationalsozialistischer Oberbürgermeister von Mannheim wurde der Fabrikant Carl Renninger.
Am 1. April 1933 riefen die Nationalsozialisten in Mannheim zum Boykott jüdischer Geschäfte auf.
Hitler besuchte nach 1933 Mannheim nur einmal anlässlich der Saarfeier 1935 am Flughafen Neuostheim.
Am 27. Juni 1935 wurden jüdische Badegäste von SA-Männer in Zivil mit Einschüchterungen und Gewalt aus dem Rheinbad Herweck vertrieben.

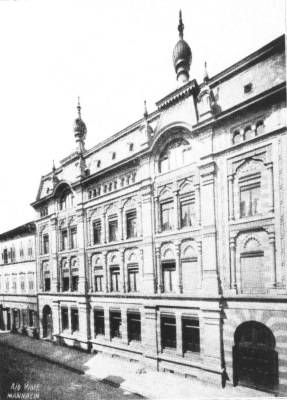
Mannheim. Lemle-Moses-Klaussynagoge, Quadrat F1, 11.

1935 wurde die Reichsautobahnstrecke Heidelberg – Mannheim – Darmstadt feierlich dem Verkehr übergeben. Mannheim wurde „gleichgeschaltet“ und aus den beiden Bezirksämtern Mannheim und Weinheim entstand 1936 der Landkreis Mannheim. 1939 schied die Stadt aus dem Landkreis Mannheim aus und wurde eine kreisfreie Stadt, blieb aber Sitz des Landkreises Mannheim.
Nach der Verwüstung der Haupt-, der Klaus- und der Feudenheimer Synagoge sowie der Trauerhalle am Jüdischen Friedhof während der Reichspogromnacht 1938 wurden 1940 im Rahmen der Wagner-Bürckel-Aktion fast 2.000 Mannheimer jüdischen Glaubens in das deutsche Internierungslager Gurs nach Frankreich deportiert. Dort starben viele an unbehandelten Krankheiten und Unterernährung. Viele wurden von dort 1941/42 in die Vernichtungslager des Ostens verschleppt und ermordet.
Im September 1944 wurde im Stadtteil Sandhofen ein Außenlager des Konzentrationslagers Natzweiler-Struthof errichtet. 1.060 polnische Häftlinge waren dort als Zwangsarbeiter untergebracht, die bei Daimler-Benz eingesetzt wurden.
Nach Kriegsbeginn 1939 gründete sich in Mannheim eine Widerstandsgruppe um Georg Lechleiter, den ehemaligen Vorsitzenden der KPD-Fraktion im badischen Landtag. Die Gruppe war von Kommunisten geprägt, ihr gehörten aber auch Sozialisten, Sozialdemokraten und nicht parteigebundene Personen an. Die Gruppe verteilte bis zu ihrer Auflösung und der Verhaftung von mehr als fünfzig ihrer Mitglieder durch die Gestapo im Februar und März 1942 Flugblätter sowie die Untergrundzeitschrift „Der Vorbote“. Von den verhafteten Mitgliedern wurden 32 zum Tode verurteilt und hingerichtet.

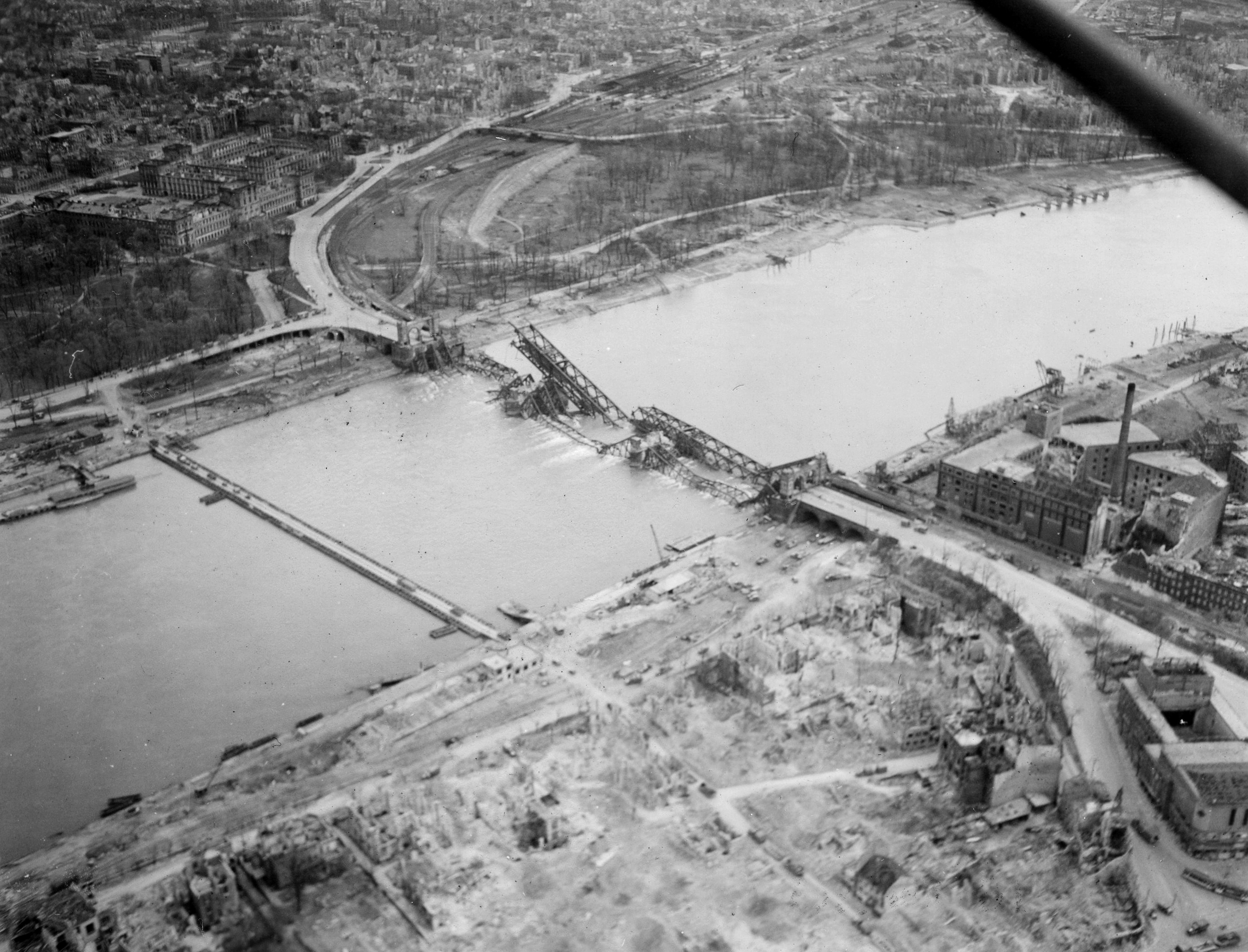
Rheinbrücke zwischen Mannheim und Ludwigshafen 1945

Während des Zweiten Weltkriegs wurde Mannheim aufgrund fortwährender Luftangriffe auf die Industrie-, Gleisanlagen und Wohnviertel fast völlig zerstört (Luftangriffe auf Mannheim). Nach 151 Luftangriffen waren Dreiviertel der Bausubstanz und mehr als die Hälfte des Wohnraums zerstört, die Innenstadt, die Schwetzingerstadt und der Lindenhof waren zu neunzig bis einhundert Prozent zerstört. 1943 wurde der Mannheimer Wasserturm bei Bombenangriffen schwer beschädigt, er wurde provisorisch instand gesetzt und erhielt ein Notdach. 1944 wurde bei einem Bombenangriff auch das Mannheimer Schloss nahezu vollständig zerstört. Nur eines der 500 Zimmer blieb unbeschädigt.
Einem umfangreichen Bunkerprogramm zu Beginn des Krieges, sowie Evakuierungen und Kinderlandverschickungen war es zu verdanken, dass die Opferzahlen in Mannheim relativ gering blieben. In den Jahren 1940 bis 1945 entstanden in Mannheim 56 Luftschutzbunker an 40 Standorten in der Stadt, die Platz für bis zu 130.000 Personen boten. In der Innenstadt wurden große Tiefbunker errichtet. Viele der Bunker wurden von Zwangsarbeitern errichtet.
Am 17. März 1945 erklärte der US-amerikanische General Dwight D. Eisenhower das Stadtgebiet Mannheims zur Kampfzone, wenngleich zu diesem Zeitpunkt noch auf pfälzischer Seite gekämpft wurde. Die Bevölkerung verließ daraufhin zu großen Teilen die Stadt in Richtung Odenwald, so dass zu diesem Zeitpunkt wahrscheinlich weniger als 100.000 Menschen in Mannheim lebten.
Am 20. März 1945 sprengten zurückweichende Soldaten der Wehrmacht die Rheinbrücke zwischen Ludwigshafen und Mannheim, wenige Tage später wurden auch die verbliebenen Neckarbrücken gesprengt.
Am 22. März überquerten amerikanische Truppen den Rhein bei Oppenheim und kurz darauf (26. März) auch bei Worms. Zu diesem Zeitpunkt waren bereits alle Rheinbrücken in der Region zerstört, lediglich die Brücke bei Germersheim blieb bis zum 24. März als Rückzugsmöglichkeit intakt. Aus den gebildeten Brückenköpfen stießen die Amerikaner aus Norden Richtung Mannheim vor.
Kurz vor der Besetzung Mannheims durch amerikanische Truppen wurden am 28. März 1945 die drei Mannheimer Bürger Hermann Adis, Adolf Doland und Erich Paul verhaftet und in den Lauerschen Gärten erschossen, weil sie auf dem Turm des Kaufhauses Vetter im Quadrat N7 eine weiße Fahne gehisst haben sollen. Die an der Erschießung beteiligten Polizeibeamten wurden nach dem Krieg zu geringen Strafen verurteilt, was Empörung hervorrief.
Am Mittwoch, dem 28. März 1945 fand die erste telefonische Kapitulation der Geschichte statt. Über eine intakt gebliebene Telefonleitung von der Innenstadt in das Wasserwerk Käfertal nahm die Telefonistin Gretje Ahlrichs einen Anruf aus dem Wasserwerk Käfertal entgegen, in dem amerikanische Truppen ihre Kommandozentrale eingerichtet hatten, um von dort den Angriff auf Mannheim zu lenken. Am Telefon meldet sich Captain Frank Steinitz, der die Übergabe der Stadt an die US-Armee forderte. Gretje Ahlrichs zog einen der wenigen noch nicht aus Mannheim geflohenen Mitarbeiter der Stadtverwaltung, Stadtamtmann Nikolaus Quintus, hinzu, der die Verhandlungen aufnahm. Weiteres Blutvergießen konnte somit verhindert werden.
Am Gründonnerstag, den 29. März 1945, besetzten US-Truppen die Mannheimer Innenstadt. Am Karfreitag, den 30. März 1945, war ganz Mannheim besetzt und der Krieg für die Menschen in der Stadt vorbei. Die amerikanische Militärregierung setzte den politisch unbelasteten früheren Zentrumspolitiker Josef Braun am 31. März 1945 als neuen Oberbürgermeister ein. Josef Braun war von 1945 bis 1948 der erste Oberbürgermeister von Mannheim nach dem Zweiten Weltkrieg.

## Wiederaufbau bis heute
Mehrere wichtige NATO- und amerikanische militärische Einrichtungen befanden sich seit Ende des Krieges in Mannheim, so beispielsweise das Hauptquartier des 5th Signal Command, das Telekommunikationskommando der United States Army in Europa. In Mannheim-Seckenheim war von 1961 bis 1980 als wichtiges Hauptquartier der NATO die Central Army Group (CENTAG) ansässig.
Fritz Cahn-Garnier von der SPD wurde 1948 bei der ersten Direktwahl zum Mannheimer Oberbürgermeister gewählt.
Hermann Heimerich wurde 1949 als Nachfolger des verstorbenen Cahn-Garniers zum Oberbürgermeister von Mannheim gewählt, der populäre SPD-Politiker erwarb sich nach seiner Wiederwahl besondere Verdienste im Wiederauf- und Aufbau der Stadt.
Nur mühsam setzte nach dem Krieg der Wiederaufbau der Stadt ein. Schloss und Wasserturm wurden wiederaufgebaut. Das im Krieg ebenfalls zerstörte Nationaltheater wurde an einem neuen Standort am Goetheplatz wiedererrichtet. Für den Wiederaufbau des Nationaltheaters wurde eine Spendenaktion ins Leben gerufen.
Lange Zeit herrschte große Wohnungsnot in Mannheim und viele Menschen mussten in Ruinen oder notdürftig erstellten Baracken leben, auch die Bunker wurden als Wohnraum genutzt. Daher wurden in rascher Abfolge neue Wohngebiete (Waldhof-Ost, Vogelstang, Herzogenried, Neckaruferbebauung) erschlossen.
Am 10. Juli 1949 siegte der VfR Mannheim im Endspiel um die deutsche Fußballmeisterschaft vor 90 000 Zuschauern im Stuttgarter Neckarstadion über Borussia Dortmund mit 3:2 in der Verlängerung und wurde deutscher Fußballmeister. Der VfR Mannheim erhielt als erste Mannschaft die neue Meisterschale des DFB.
1964 wurde in Mannheim das Institut für Deutsche Sprache (IDS) gegründet, in dem die deutsche Sprache der Gegenwart und jüngeren Geschichte erforscht wird.
1967 wurde die 1907 gegründete Städtische Handels-Hochschule zur Universität erhoben. Ebenso gelang die Schaffung der Zweiten Medizinischen Fakultät der Universität Heidelberg in Mannheim. Mannheim wurde Universitätsstadt. Heute beherbergt Mannheim eine Reihe weiterer Hochschulen: Hochschule der Bundesagentur für Arbeit, Hochschule Mannheim, Staatliche Hochschule für Musik und Darstellende Kunst Mannheim, Hochschule des Bundes für öffentliche Verwaltung, Freie Hochschule für anthroposophische Pädagogik Mannheim, Duale Hochschule Baden-Württemberg Mannheim, Popakademie Baden-Württemberg, Bundesakademie für Wehrverwaltung und Wehrtechnik, Bundeswehrverwaltungsschule I (Technik), Theaterakademie Mannheim, Hochschule der Wirtschaft für Management.
1964 wurde der Ölhafen eröffnet und 1968 im Mannheimer Mühlauhafen das erste Containerterminal in einem deutschen Binnenhafen in Betrieb genommen.
Im Zuge der Kreisreform Baden-Württemberg 1973 wurde der Landkreis Mannheim mit dem Landkreis Heidelberg und Teilen des Landkreises Sinsheim zum Rhein-Neckar-Kreis vereinigt. Mannheim verlor nach über 170 Jahren den Sitz eines Amtes beziehungsweise Landkreises, da Heidelberg Sitz des neuen Landkreises wurde. Die Stadt selbst blieb kreisfrei. Als „Entschädigung“ hierfür wurde Mannheim Sitz der neugebildeten Region Unterer Neckar (heute Region Rhein-Neckar).

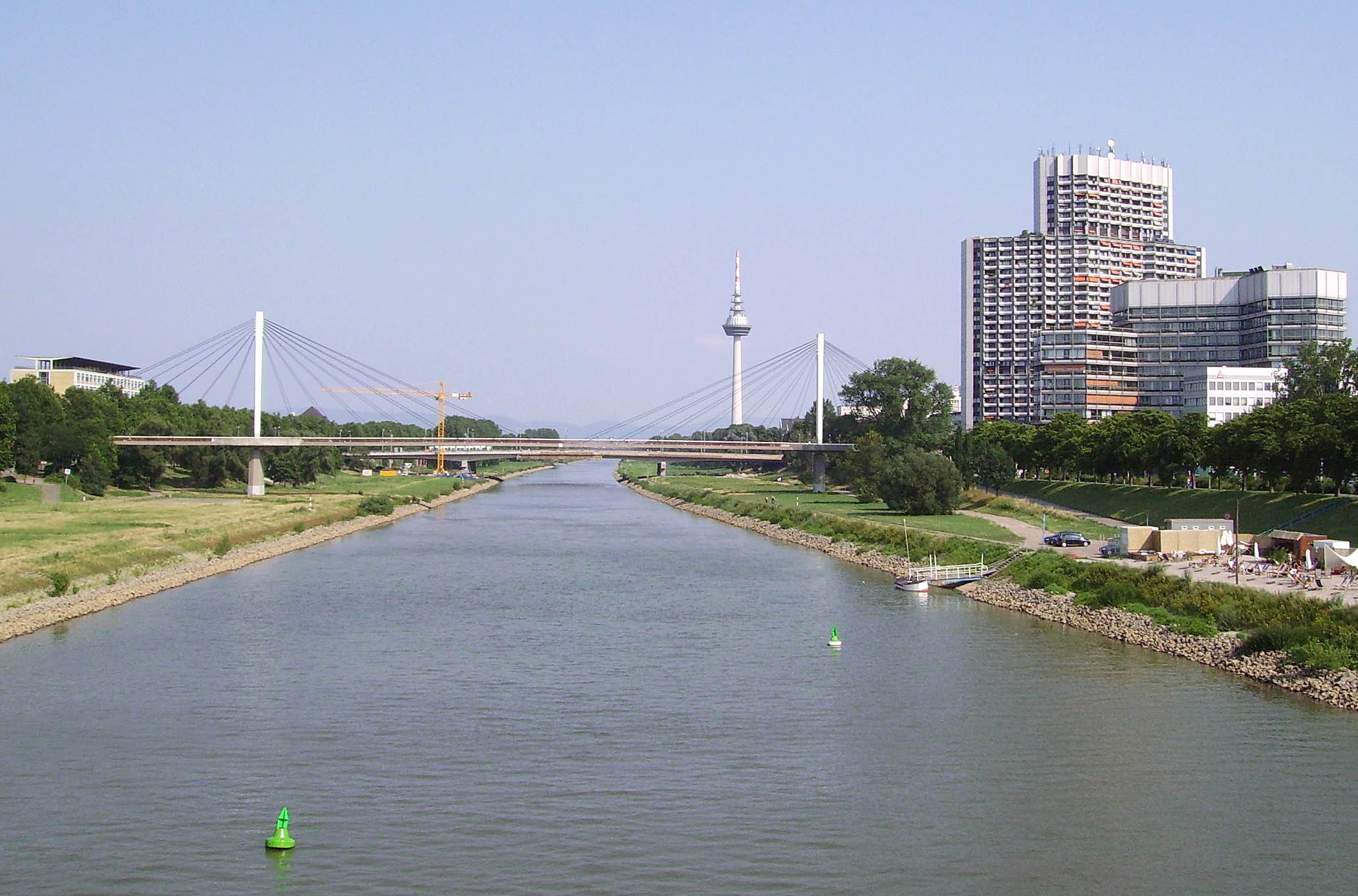
Collini-Center mit der Fußgängerbrücke Collini-Steg

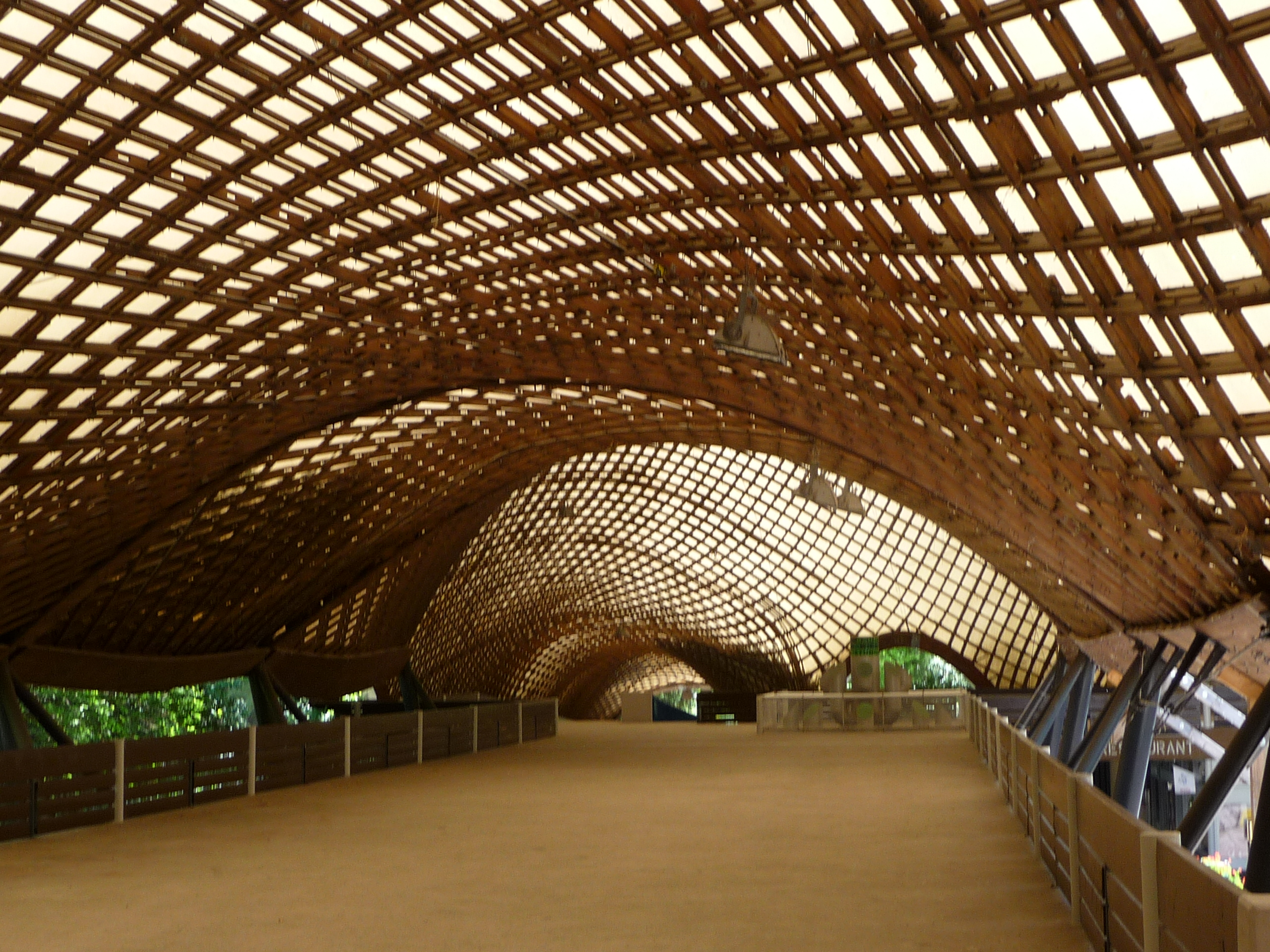
Deckenkonstruktion der Multihalle Mannheim

Unter dem Motto „Wohnen im Grünen“ richtete Mannheim 1975 die Bundesgartenschau aus. Am 18. April 1975 wurde die Bundesgartenschau vom baden-württembergischen Ministerpräsident Filbinger eröffnet und bildete mit einem sommerlangen Fest einen Glanzpunkt im neugestalteten Luisen- und Herzogenriedpark. Beide Parkanlagen waren mit einer eigens errichteten Hängebahn, dem sogenannten Aerobus miteinander verbunden. Acht Gelenkkabinen mit elektrischem Antrieb wurden eingesetzt. Die Strecke war 2,8 Kilometer lang und verlief vom Herzogenriedpark am Neuen Meßplatz in südlicher Richtung durch die Max-Joseph-Straße bis zur Kurpfalzbrücke und querte an deren östlicher Seite den Neckar. Von dort bog sie in einer 90-Grad-Kurve nach Osten ab, verlief das südliche Neckarufer entlang und endete am Fernmeldeturm im Luisenpark.
Die Multihalle im Herzogenriedpark wurde zur Bundesgartenschau 1975 errichtet und von den beiden Architekten Carlfried Mutschler und Joachim Langner entworfen. Die Konzeption des Tragwerks als Gitterschale stammt vom Architekten Frei Otto. Die Mehrzweckhalle beeindruckt bis heute durch die größte frei geformte Holzgitter-Schalenkonstruktion der Welt. Während der Bundesgartenschau fanden dort Blumenausstellungen, Konzerte und andere Veranstaltungen statt.
In jenen Jahren wurden weitere bauliche Maßnahmen umgesetzt wie der Bau der Herzogenried-Siedlung, der Fernmeldeturm mit drehbarem Restaurant, der Bau der zweiten Rheinbrücke (Kurt-Schumacher-Brücke), das Collini-Center, die Neckaruferbebauung Nord, die Erweiterung des Rosengarten sowie die Neugestaltung im Umfeld des Mannheimer Hauptbahnhofs und die Umfunktionierung der „Planken“ zur Fußgängerzone.
1976 begann der Bau der Schnellbahnstrecke von Mannheim nach Stuttgart, der ICE-Linienverkehr konnte jedoch erst 1991 aufgenommen werden.
1985 fand der Maimarkt Mannheim erstmals an einem neuen Standort auf dem Mühlfeld statt.

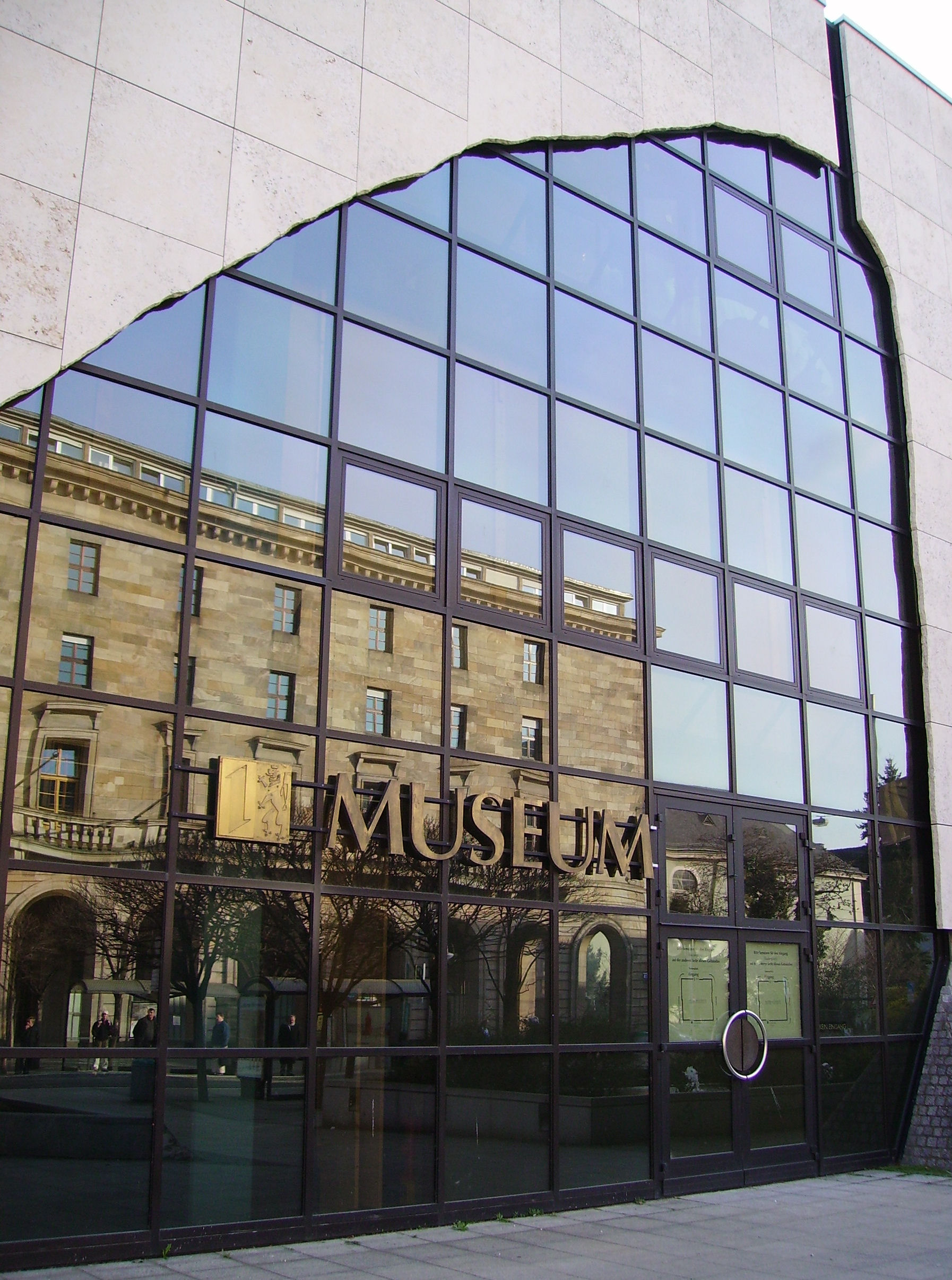
Reiss-Museum Mannheim

Auch in den 1980er und 1990er Jahren wurde eine Reihe von Großprojekten verwirklicht wie das Planetarium auf dem Europaplatz, die Kunsthallenerweiterung am Friedrichsplatz, das neue Reiß-Museum (Museum Weltkulturen) im Quadrat D 5, das Stadthaus im Quadrat N1 am Paradeplatz, das neue Maimarktgelände, die Synagoge im Quadrat F3, die Yavuz-Sultan-Selim-Moschee am Luisenring sowie das Landesmuseum für Technik und Arbeit, sowie das Carl-Benz-Stadion im Stadtteil Oststadt und der Fahrlachtunnel.
1990 eröffnete im Untergeschoss der Gustav-Wiederkehr-Schule in Mannheim die KZ-Gedenkstätte Sandhofen.
Im Mai/Juni 1992 kam es im Stadtteil Schönau zu tagelangen Unruhen und rassistischen Ausschreitungen gegen die Unterbringung von Flüchtlingen in einem ein Sammellager in der dortigen alten Gendarmerie-Kaserne.
Am 5. Dezember 1994 zerschellte ein Rettungshubschrauber der Bundeswehr an der Spitze des Fernmeldeturms in Mannheim. Alle vier Insassen, darunter drei Bundeswehrangehörige und ein Arzt, kamen ums Leben.

Logo anlässlich des 400. Stadtgeburtstages 2007

Wirtschaftlich war Mannheim in der jüngeren Vergangenheit durch den Verlust industrieller Arbeitsplätze geprägt. Die Stadt versuchte dieser Entwicklung mit der Ausweisung von Gewerbegebieten und der Ansiedlung von Dienstleistungsunternehmen entgegenzuwirken. Paradebeispiel dafür ist der 2001 im Stadtteil Lindenhof eröffnete Victoria-Turm, der mit 27 Stockwerken eines der höchsten Gebäude der Stadt ist.
2002 wurde Mannheim Standort der ersten Pop-Akademie Deutschlands, die 2003 ihren Studiobetrieb aufnahm und 2004 einen Neubau in der Hafenstraße bezog.
Hinsichtlich des 400. Stadtjubiläums 2007 wurden ab den 2000er Jahren mehrere städtebauliche Bauprojekte umgesetzt: SAP Arena mit Anschluss an den neuen Stadtbahnring Ost, Sanierung der Fußgängerzone Breite Straße, des Zeughauses und des Schlosses, komplette Umgestaltung des Alten Messplatzes sowie der Bau der Stadtbahnneubaustrecke Schafweide.
2017 wurde der Neubau der Mannheimer Kunsthalle von Bundespräsident Frank-Walter Steinmeier eingeweiht.
Mannheim erhielt 2018 als erste deutsche Stadt einen Nachtbürgermeister.
2018 bezog das Stadtarchiv Mannheim – Institut für Stadtgeschichte sein neues Domizil im umgebauten Ochsenpferchbunker in der Mannheimer Neckarstadt und wurde in Marchivum – Mannheims Archiv, Haus der Stadtgeschichte und Erinnerung umbenannt. Neben dem Stadtarchiv beherbergt das Gebäude zwei Dauerausstellungen zur Stadtgeschichte (Typisch Mannheim) und NS-Geschichte (Was hat das mit mir zu tun?).
Vom 14. April bis zum 8. Oktober 2023 fand unter dem Motto „beste Aussichten“ nach 1975 erneut eine Bundesgartenschau in Mannheim statt. Standorte der Bundesgartenschau waren das ehemalige Spinelli-Militärgelände an der Feudenheimer Au zwischen den Stadtteilen Käfertal und Feudenheim sowie der Luisenpark. Die beiden Standorte der Bundesgartenschau waren mit einer Seilbahn verbunden.

## Filme
- Anja Gillen, Mannheimer Filmschätze 1907–1957, 2016, ISBN 978-3-9817924-1-6.
- Andreas Henn [u. a.]: Mannheimer Filmschätze 1934–1975, 2009, ISBN 978-3-926260-77-2.
- Andreas Schenk / Désirée Spuhler: Mannheimer Filmschätze 1926–1975, 2013, ISBN 978-3-9813584-5-2.
- Mozart in Mannheim. Dokumentarfilm, Deutschland, 2008, 29 Min., Buch und Regie: Harold Woetzel, Produktion: SWR, Reihe: Musikalischer Reiseführer, Erstausstrahlung: 24. Mai 2010 in Das Erste, Film-Informationen vom SWR (Memento vom 12. Februar 2013 im Webarchiv archive.today).